# Poix-de-Picardie
Pour les articles homonymes, voir Poix.

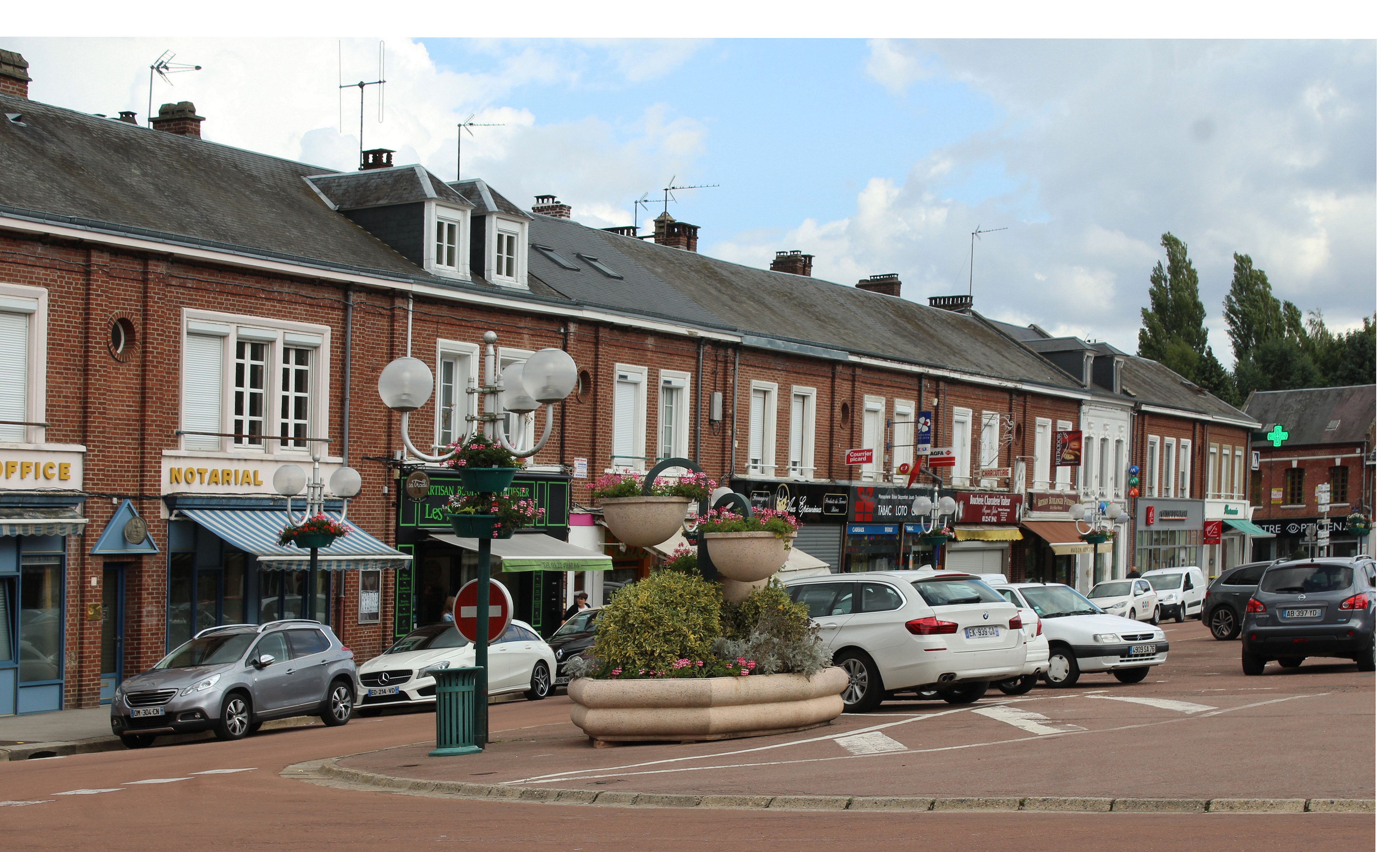
La place de la République et son architecture de la reconstruction.

Poix-de-Picardie est une commune française située dans le département de la Somme, en région Hauts-de-France.

## Géographie

### Localisation
Poix-de-Picardie est un bourg picard de l'Amiénois, à la limite de la Somme avec l'Oise avec son exclave, Lahaye-Saint-Romain.
À vol d'oiseau, la commune est située à 26 km au sud-ouest d'Amiens, 38 km au sud-est d'Abbeville et à 38 km au nord-ouest de Beauvais.
Le territoire de la commune est limitrophe de ceux de huit communes. 
Les communes limitrophes sont  Blangy-sous-Poix, Croixrault, Dargies, Guizancourt, Lachapelle, Sentelie, Éplessier et Équennes-Éramecourt.

### Hydrographie

#### Réseau hydrographique
La commune est située dans le bassin Artois-Picardie. Elle est drainée par l'Evoissons et la rivière de Poix.
L'Évoissons, d'une longueur de 25 km, prend sa source dans la commune de Hescamps et se jette  dans la Selle à Conty, après avoir traversé douze communes.
La rivière de Poix, d'une longueur de 14 km, prend sa source dans la commune de Hescamps et se jette  dans l'Évoissons à Frémontiers, après avoir traversé neuf communes.

Poix-de-Picardie au sud-est du bassin de la Somme sur la Poix un affluent de la Selle.
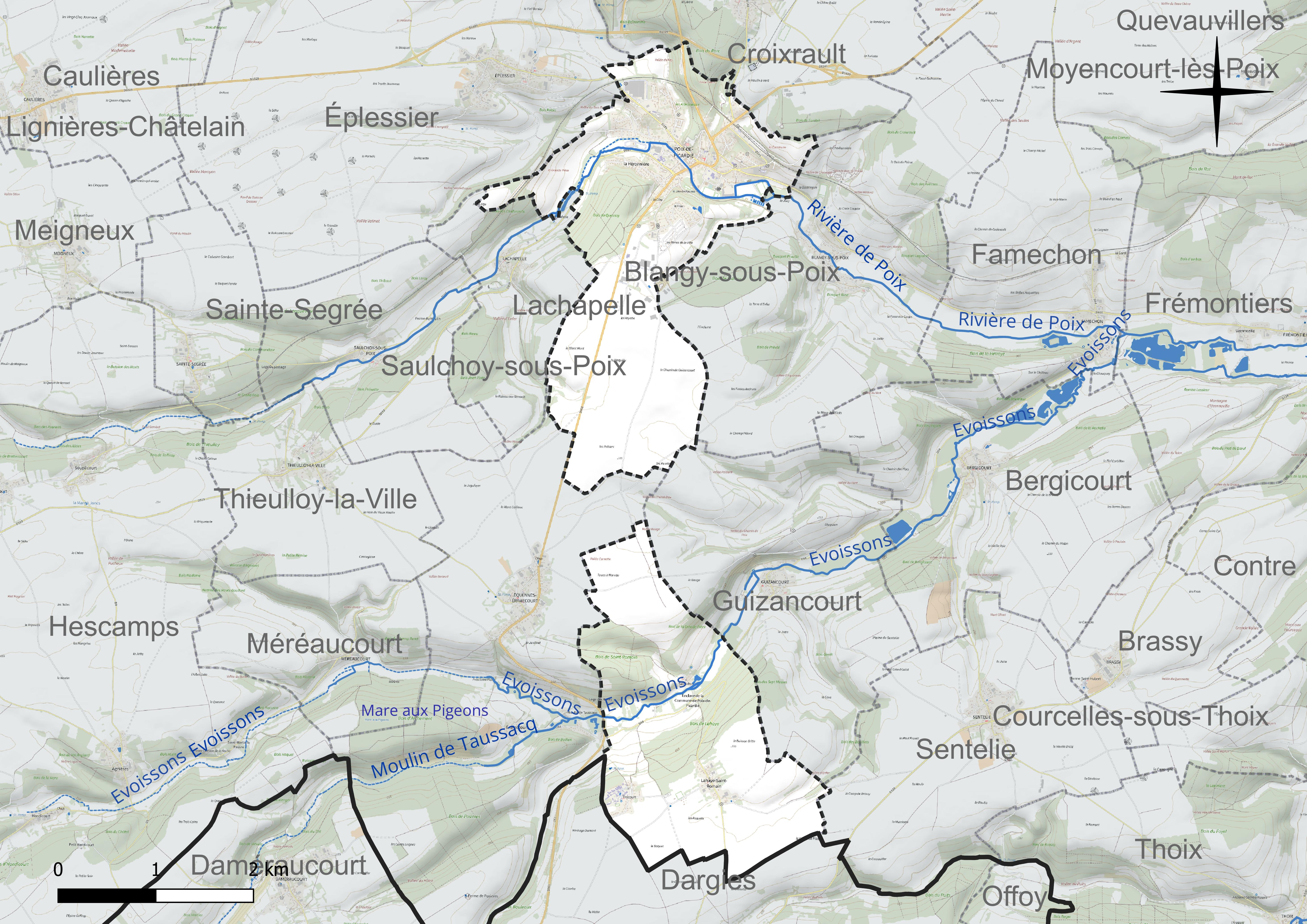
Réseau hydrographique de Poix-de-Picardie.

#### Gestion et qualité des eaux
Le territoire communal est couvert par le schéma d'aménagement et de gestion des eaux (SAGE) « Somme aval et Cours d'eau côtiers ». Ce document de planification concerne un territoire de 1 835 km2 de superficie, délimité par le bassin versant de la Somme canalisée. Le périmètre a été arrêté le 29 avril 2010 et le SAGE proprement dit a été approuvé le 6 août 2019. La structure porteuse de l'élaboration et de la mise en œuvre est le syndicat mixte d'aménagement hydraulique du bassin versant de la Somme (AMEVA).
La qualité des cours d'eau peut être consultée sur un site dédié géré par les agences de l'eau et l'Agence française pour la biodiversité.

### Climat
Pour des articles plus généraux, voir Climat des Hauts-de-France et Climat de la Somme.
En 2010, le climat de la commune est de type climat océanique dégradé des plaines du Centre et du Nord, selon une étude du CNRS s'appuyant sur une série de données couvrant la période 1971-2000. En 2020, Météo-France publie une typologie des climats de la France métropolitaine dans laquelle la commune est exposée à un climat océanique et est dans la région climatique Côtes de la Manche orientale, caractérisée par un faible ensoleillement (1 550 h/an) ; forte humidité de l'air (plus de 20 h/jour avec humidité relative > 80 % en hiver), vents forts fréquents.
Pour la période 1971-2000, la température annuelle moyenne est de 10,2 °C, avec une amplitude thermique annuelle de 14,7 °C. Le cumul annuel moyen de précipitations est de 775 mm, avec 12 jours de précipitations en janvier et 8,3 jours en juillet. Pour la période 1991-2020, la température moyenne annuelle observée sur la station météorologique la plus proche, située sur la commune de Saint-Arnoult à 20 km à vol d'oiseau, est de 10,4 °C et le cumul annuel moyen de précipitations est de 797,2 mm,. Pour l'avenir, les paramètres climatiques de la commune estimés pour 2050 selon différents scénarios d'émission de gaz à effet de serre sont consultables sur un site dédié publié par Météo-France en novembre 2022.

## Urbanisme

### Typologie
Au 1er janvier 2024, Poix-de-Picardie est catégorisée bourg rural, selon la nouvelle grille communale de densité à sept niveaux définie par l'Insee en 2022.
Elle appartient à l'unité urbaine de Poix-de-Picardie, une unité urbaine monocommunale constituant une ville isolée,. Par ailleurs la commune fait partie de l'aire d'attraction d'Amiens, dont elle est une commune de la couronne,. Cette aire, qui regroupe 369 communes, est catégorisée dans les aires de 200 000 à moins de 700 000 habitants,.

### Occupation des sols

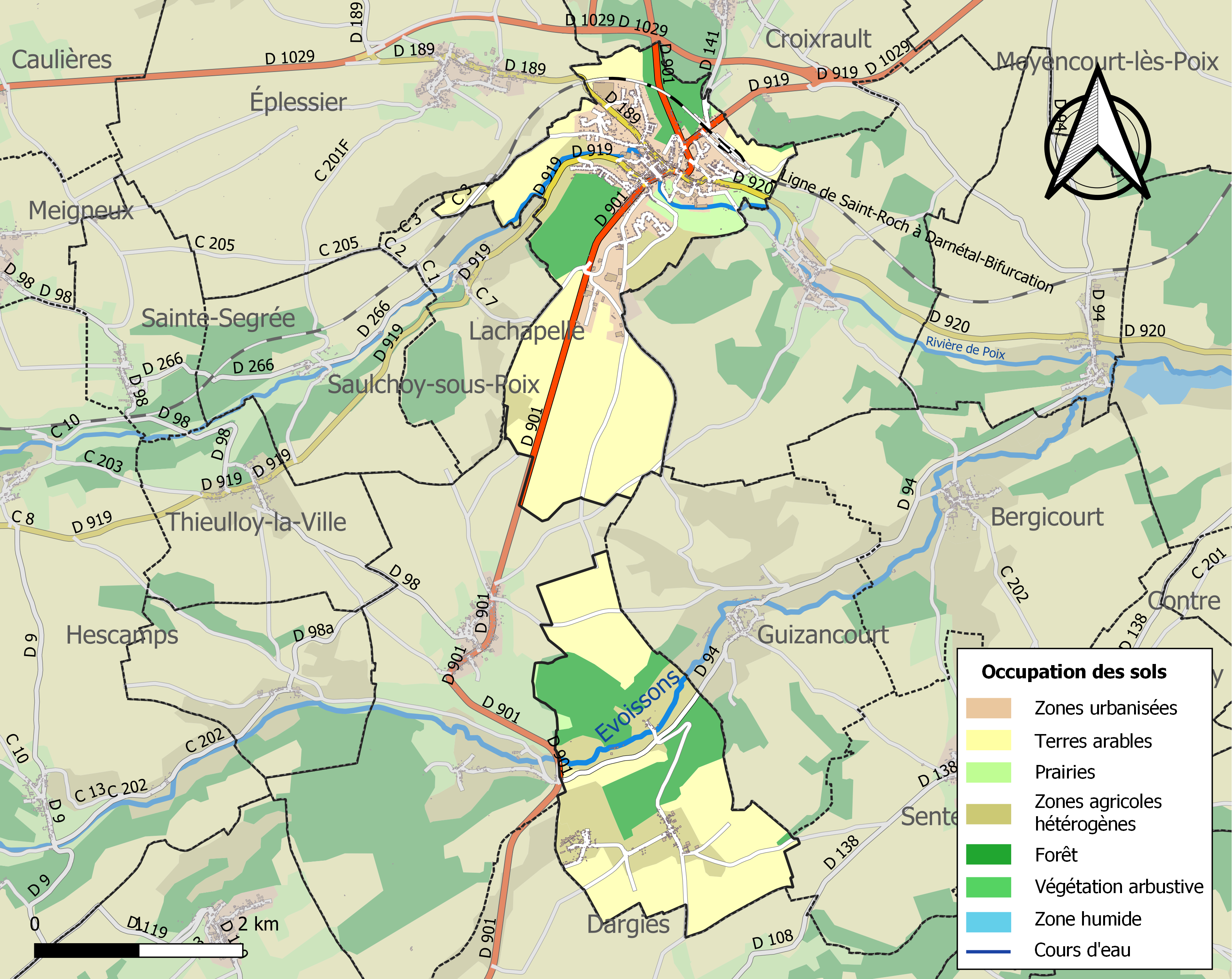
Carte des infrastructures et de l'occupation des sols de la commune en 2018 (CLC).

L'occupation des sols de la commune, telle qu'elle ressort de la base de données européenne d'occupation biophysique des sols Corine Land Cover (CLC), est marquée par l'importance des territoires agricoles (66,9 % en 2018), en diminution par rapport à 1990 (71 %). La répartition détaillée en 2018 est la suivante : 
terres arables (47,4 %), forêts (18,6 %), zones agricoles hétérogènes (16,2 %), zones urbanisées (10,8 %), zones industrielles ou commerciales et réseaux de communication (3,7 %), prairies (3,4 %). L'évolution de l'occupation des sols de la commune et de ses infrastructures peut être observée sur les différentes représentations cartographiques du territoire : la carte de Cassini (XVIIIe siècle), la carte d'état-major (1820-1866) et les cartes ou photos aériennes de l'IGN pour la période actuelle (1950 à aujourd'hui).

### Lieux-dits, hameaux et écarts

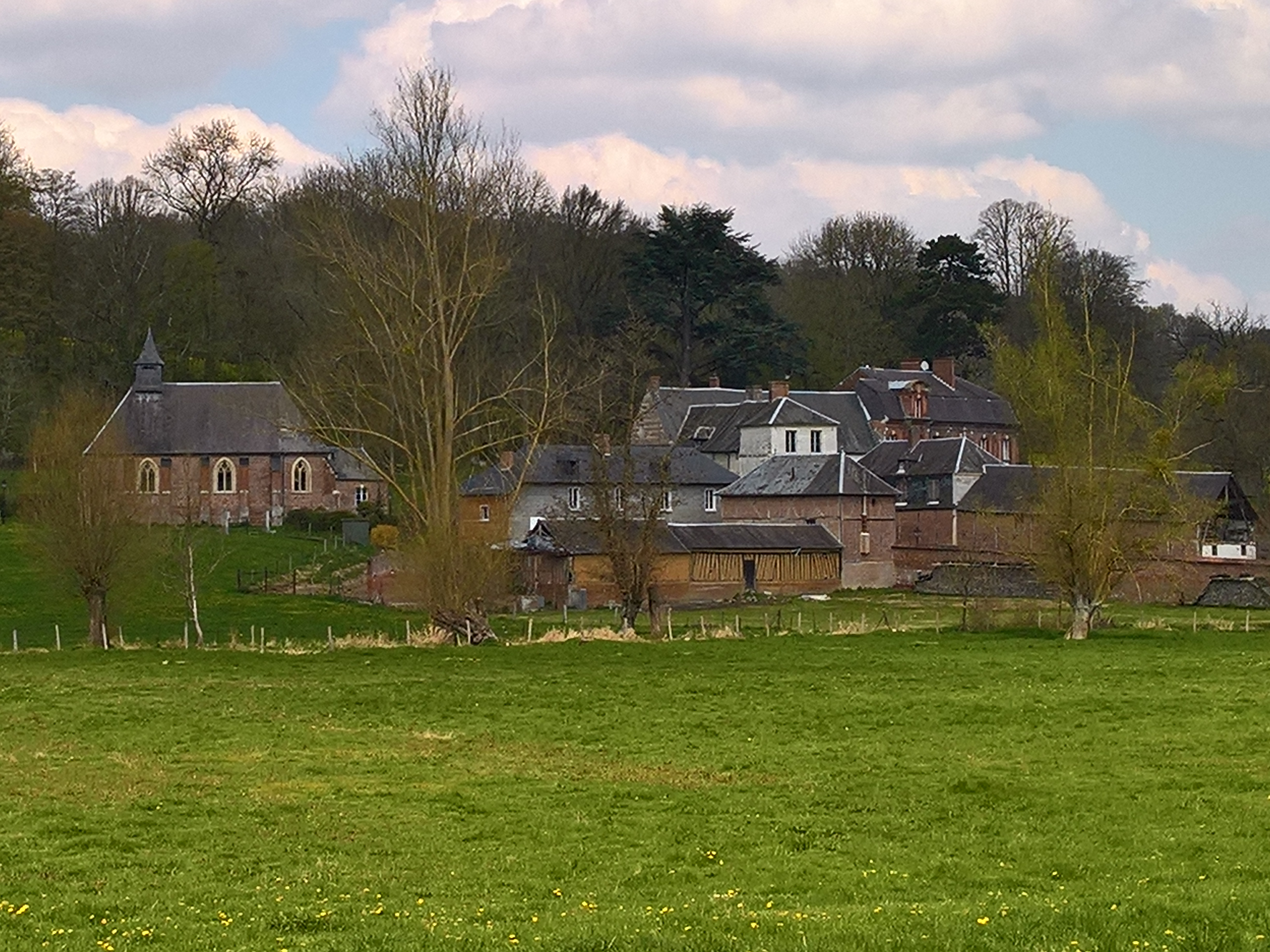
Le hameau de Saint-Romain, depuis la route des Evoissons (RD 94).

Lahaye-Saint-Romain, ancienne commune absorbée en 1974 dans le cadre de la Loi sur les fusions et regroupements de communes de 1971 (dite Loi Marcellin), est désormais un hameau de Poix.
On note également le hameau de Saint-Romain.

### Projets d'aménagement
Fin 2020, la municipalité lance des réflexions destinées à renforcer le cœur du bourg, avec la remise à l'air libre de la Poix, et de faciliter les circulations douces, notamment vers le camping au Jeu de Paume. Le chantier est prévu en 2024.

### Habitat et logement
En 2019, le nombre total de logements dans la commune était de 1 110, alors qu'il était de 1 047 en 2014 et de 998 en 2009.
Parmi ces logements, 88,9 % étaient des résidences principales, 1,9 % des résidences secondaires et 9,3 % des logements vacants. Ces logements étaient pour 85,4 % d'entre eux des maisons individuelles et pour 14,5 % des appartements.
Le tableau ci-dessous présente la typologie des logements à Poix-de-Picardie en 2019 en comparaison avec celle de la Somme et de la France entière. Une caractéristique marquante du parc de logements est ainsi une proportion de résidences secondaires et logements occasionnels (1,9 %) inférieure à celle du département (8,3 %) mais supérieure à celle de la France entière (9,7 %). Concernant le statut d'occupation de ces logements, 50,9 % des habitants de la commune sont propriétaires de leur logement (51,2 % en 2014), contre 60,2 % pour la Somme et 57,5 pour la France entière.
| Typologie                                               | Poix-de-Picardie | Somme | France entière |
| ------------------------------------------------------- | ---------------- | ----- | -------------- |
| Résidences principales (en %)                           | 88,9             | 83,2  | 82,1           |
| Résidences secondaires et logements occasionnels (en %) | 1,9              | 8,3   | 9,7            |
| Logements vacants (en %)                                | 9,3              | 8,5   | 8,2            |

### Énergie
La ville de Poix-de-Picardie dispose de deux stations de recharge pour les véhicules électriques, la première située sur le parking de la gare, la seconde sur la place du marché. Chaque station permet de charger simultanément jusqu'à deux véhicules, via un connecteur Type 2 (22 kW - 32A) ou un connecteur type "domestique" (3 kW - 16 A).

### Voies de communication et transports

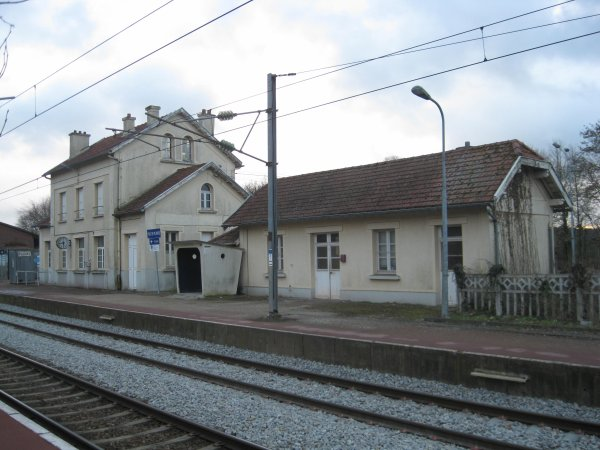
La gare de Poix.

Poix est située au carrefour de deux anciennes voies majeures de communication, les anciennes RN 1 et RN 29. Ces deux voies ont perdu de leur importance, puisqu'elles sont désormais doublées par l'autoroute A16 et l'autoroute A29 (sortie  13).
La ville est donc aisément accessible, sans plus subir les nuisances du trafic qu'elle connaissait autrefois.
Elle est desservie aussi par le chemin de fer, au moyen de la gare de Poix, sur la ligne de Saint-Roch à Darnétal-Bifurcation reliant Rouen à Amiens du réseau TER Picardie, TER Haute Normandie et TER Nord-Pas-de-Calais.
En 2019, la localité est desservie par les lignes d'autocars du réseau Trans'80, chaque jour de la semaine, sauf le dimanche et les jours fériés.

## Toponymie
Le nom de la localité est attesté sous les formes Piceium (1105) ; Piceum castrum (1118) ; Poiz (1131) ; Picheium (1147) ; Pois (1147) ; Peiz (1167) ; Pisces (1178); Piscis (1190) ; Piceyum (1208) ; Poys (1208) ; Poix (1251) ; Poez (1264) ; Pyceyum (1278-1293) ; Pix (1301) ; Poies (1579) ; Poi (1622) ; Poix-de-la-Somme ; Poix-en-Picardie.
Le nom Poix-de-Picardie est officialisé en 1971.

## Histoire

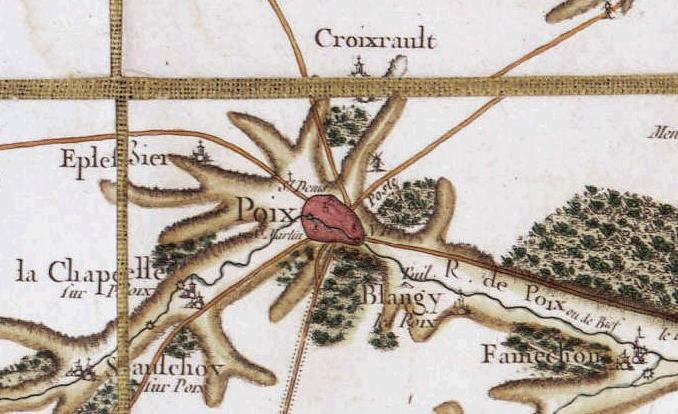
carte de Cassini (XVIIIe siècle) du secteur.

### Moyen Âge
Gautier Tyrel III, seigneur de Poix, fonda au début du XIIe siècle sur l'emplacement de la paroisse actuelle, un prieuré qu'il donna a l'abbaye de Saint-Quentin de Beauvais
En août 1346, au début de la guerre de Cent Ans, Édouard III d'Angleterre, après son échec devant Beauvais et en route pour la bataille de Crécy, prend et pille Poix ainsi que son château.
- En 1358, les Jacques occupèrent une partie du château et l'incendièrent.
- Reconstruites, la ville et l'église sont à nouveau brûlées en 1472 par Charles le Téméraire.

### Époque contemporaine

Poix-de-Picardie au début du XXe siècle
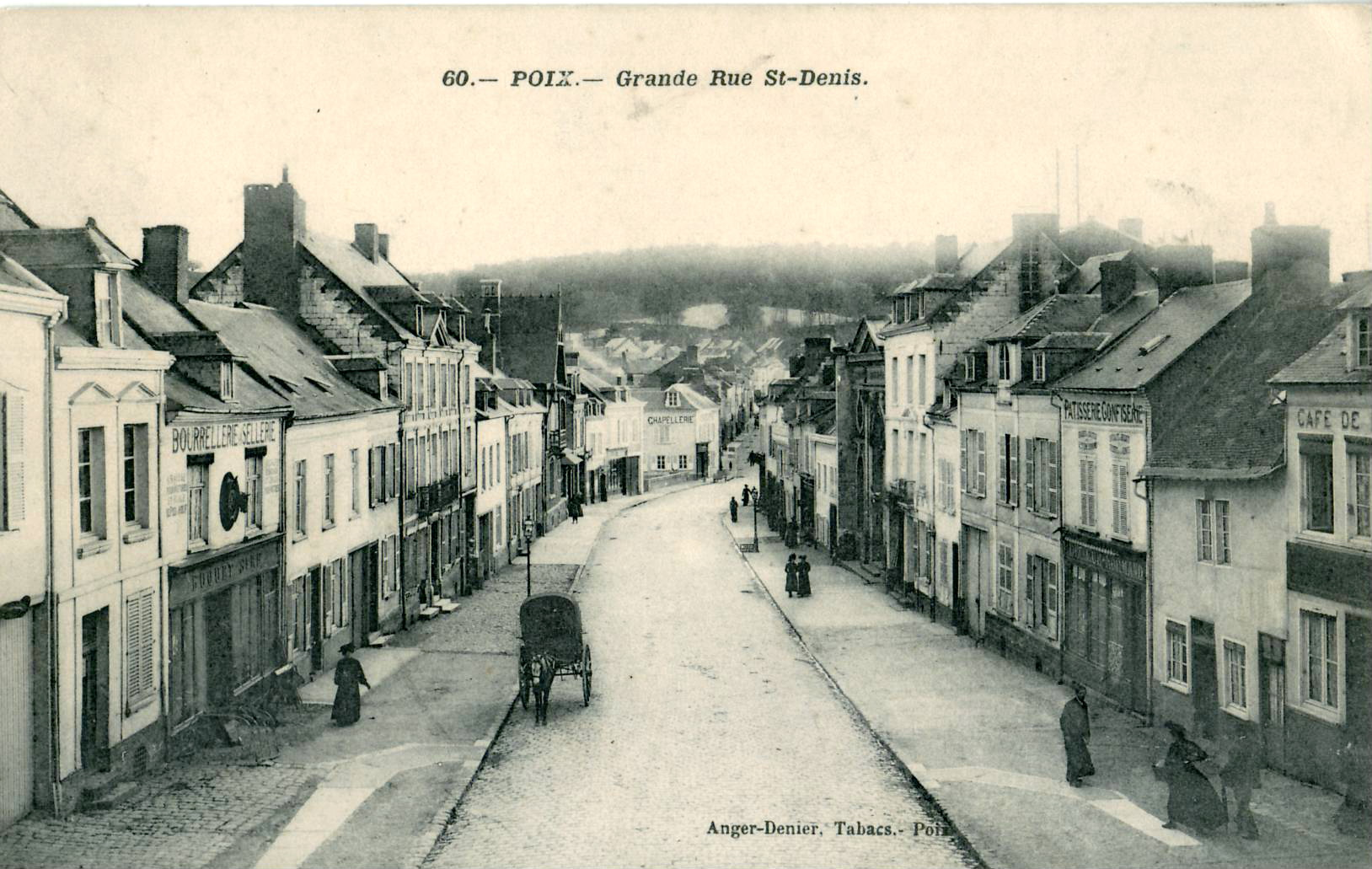
Poix, avant la Première Guerre mondiale.
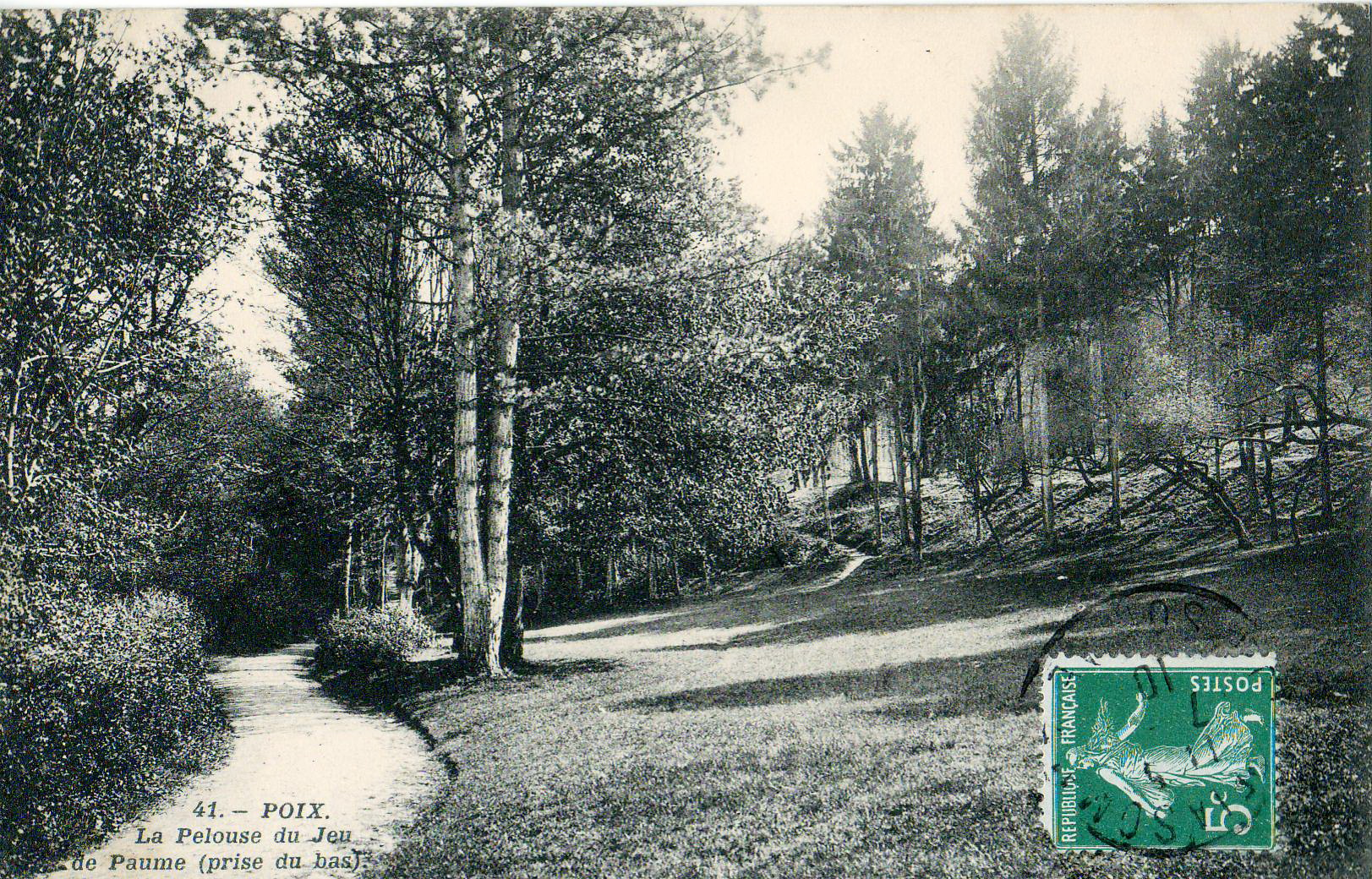
Le parc du Jeu de Paume, avant la Première Guerre mondiale.
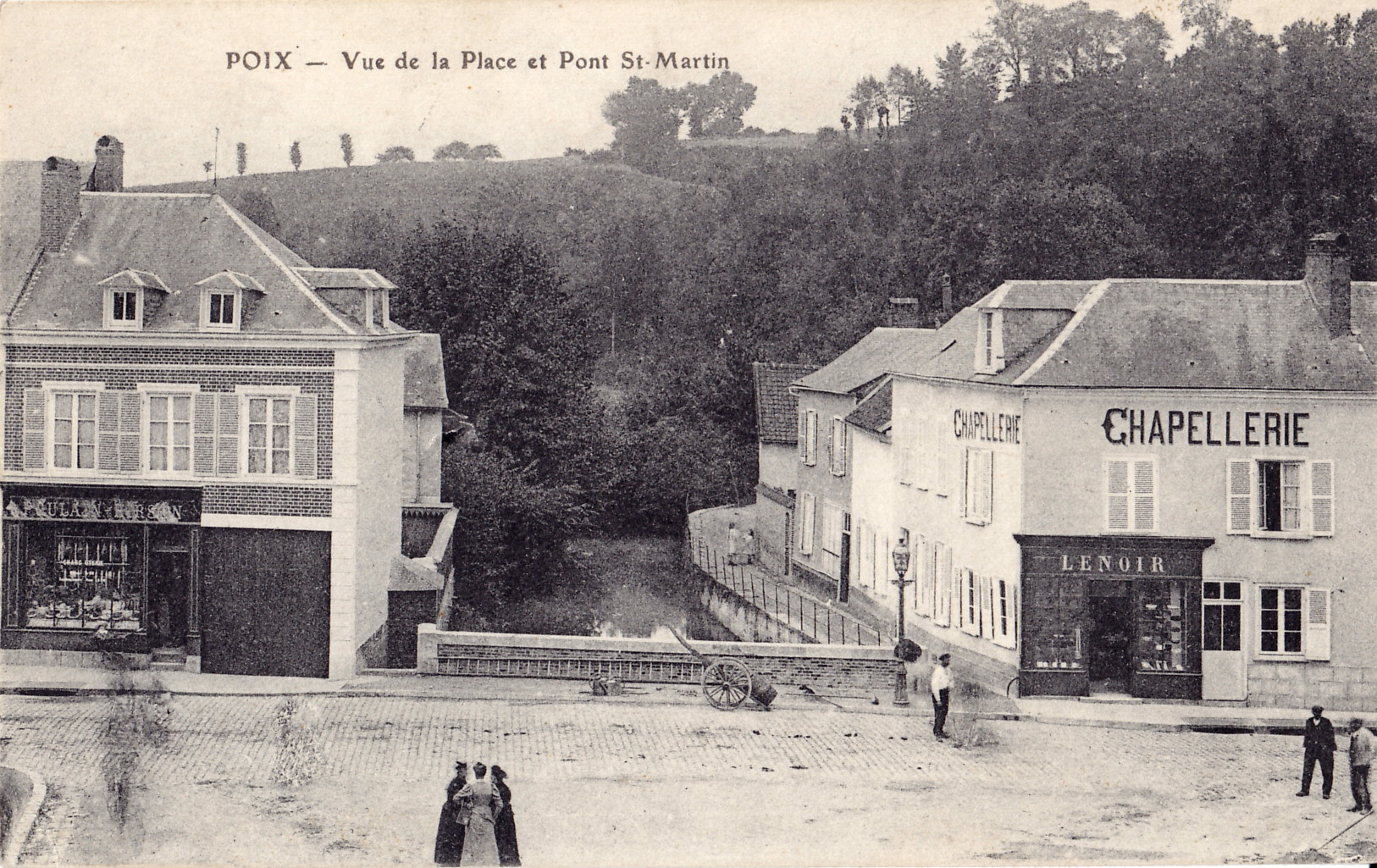
La place et le Pont Saint-Martin, au début du XXe siècle.
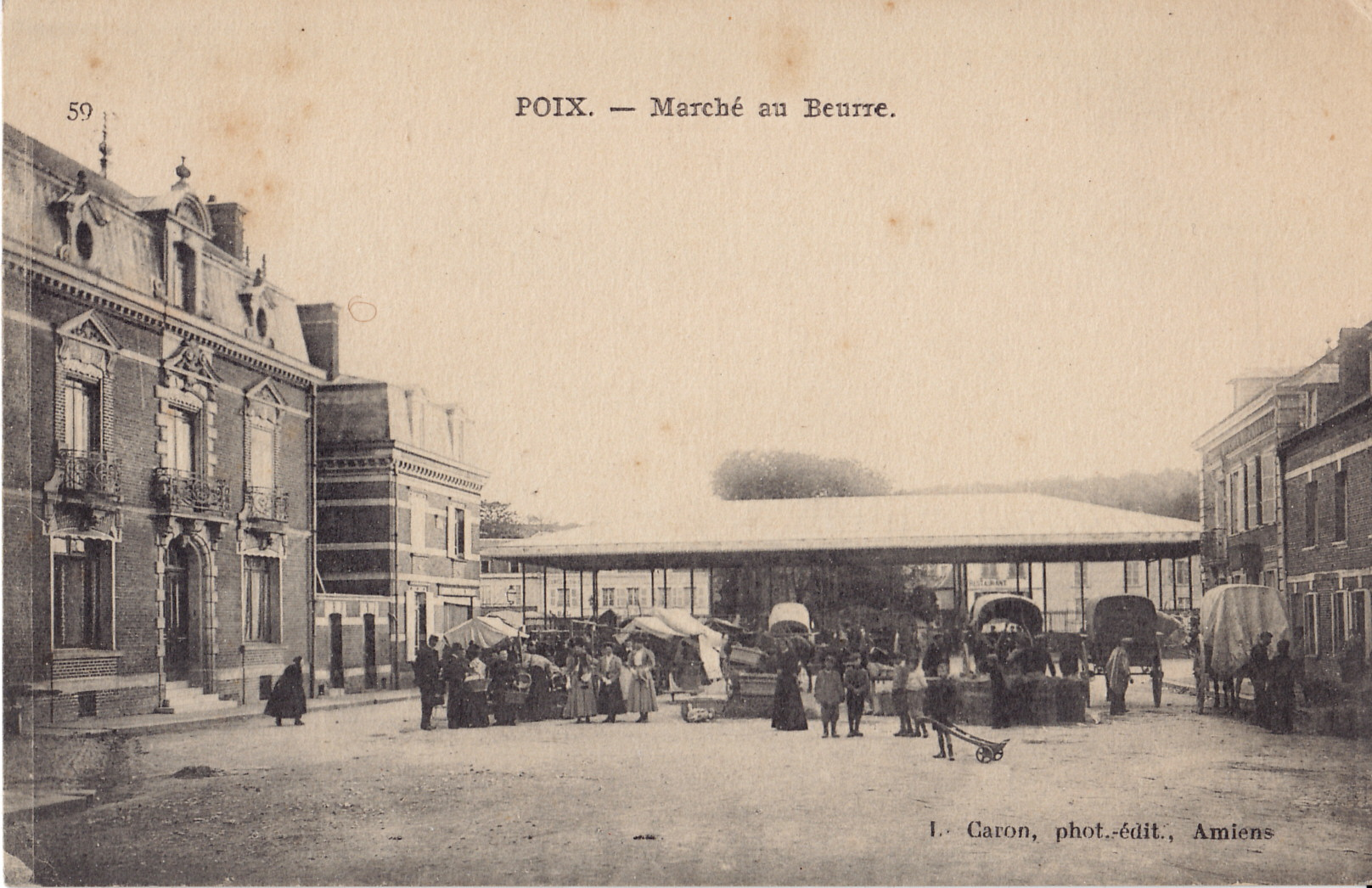
Vue de la place du Marché-au-Beurre, à la même époque.
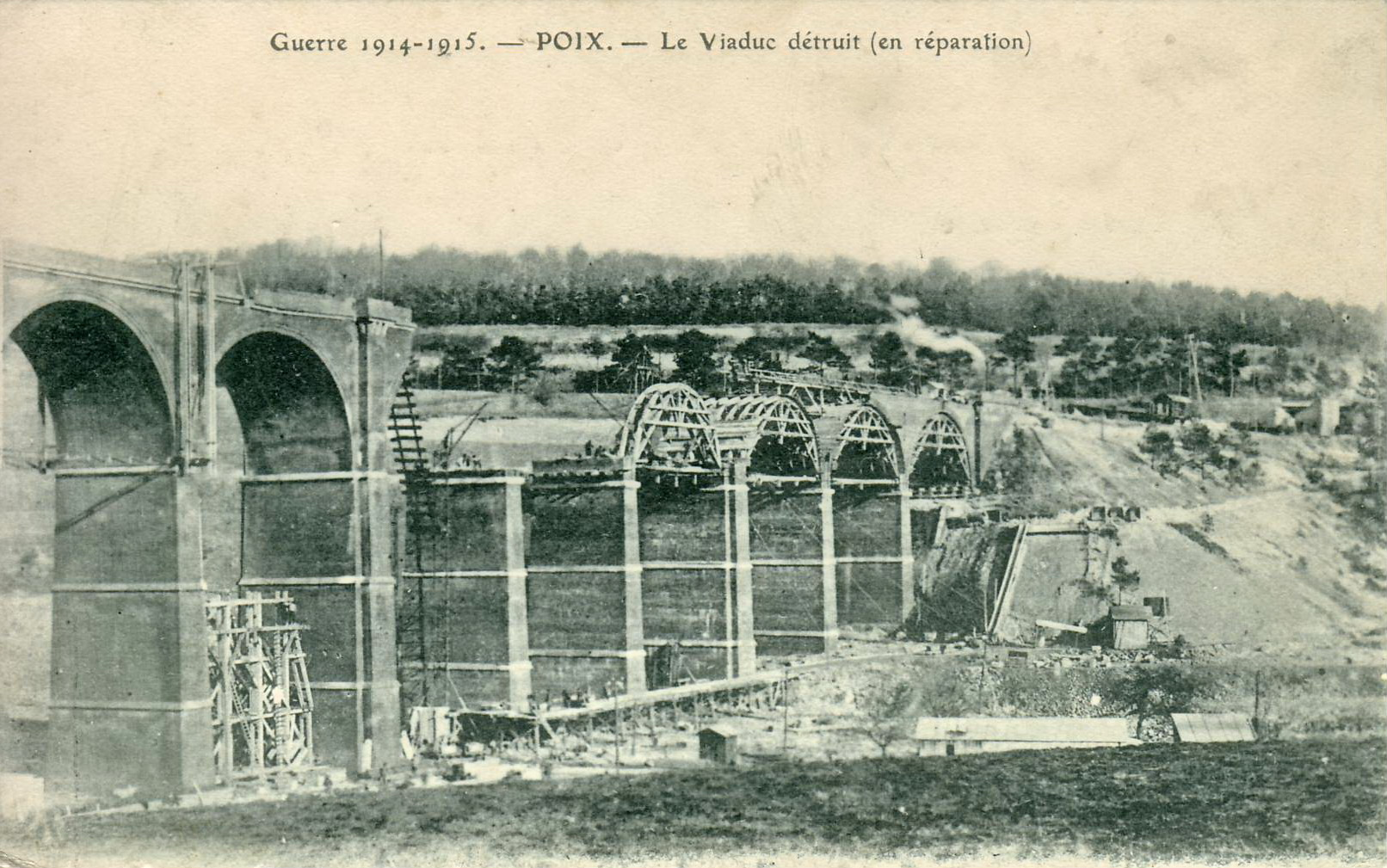
Le viaduc ferroviaire de Poix, détruit au début de la Première Guerre mondiale.

La commune comprend une exclave constituée par le territoire de l'ancienne commune de Lahaye-Saint-Romain, absorbée en 1974 et située dans la vallée des Évoissons.

## Politique et administration

### Rattachements administratifs et électoraux
La commune se trouve dans l'arrondissement d'Amiens du département de la Somme. Pour l'élection des députés, elle fait partie depuis 2012 de la quatrième circonscription de la Somme.
Elle était depuis 1793 le chef-lieu du canton de Poix-de-Picardie. Dans le cadre du redécoupage cantonal de 2014 en France, ce canton, dont la commune est désormais le bureau centralisateur, est modifié et étendu.

### Intercommunalité
La commune était le siège de la communauté de communes du Sud-Ouest Amiénois, créée en 2004.
Dans le cadre des dispositions de la loi portant nouvelle organisation territoriale de la République du 7 août 2015, qui prévoit que les établissements publics de coopération intercommunale (EPCI) à fiscalité propre doivent avoir un minimum de 15 000 habitants, la préfète de la Somme propose en octobre 2015 un projet de nouveau schéma départemental de coopération intercommunale (SDCI) qui prévoit la réduction de 28 à 16 du nombre des intercommunalités à fiscalité propre du département.
Ce projet prévoit la « fusion des communautés de communes du Sud-Ouest Amiénois, du Contynois et de la région d'Oisemont », le nouvel ensemble de 37 412 habitants regroupant 120 communes,. À la suite de l'avis favorable de la commission départementale de coopération intercommunale en janvier 2016, la préfecture sollicite l'avis formel des conseils municipaux et communautaires concernés en vue de la mise en œuvre de la fusion.
La communauté de communes Somme Sud-Ouest, dont est désormais membre la commune, est ainsi créée au 1er janvier 2017. Poix-de-Picardie en est le siège.

### Tendances politiques et résultats
Au premier tour des élections municipales de 2014 dans la Somme, la liste menée par Rose-France Delaire — dans laquelle figurait le maire sortant Romuald Trabouillet — obtient la majorité absolue des suffrages exprimés, avec 697 voix (61,03 %, 16 conseillers municipaux élus dont 6 conseillers communautaires), devançant largement celle UDI  menée par Marc Dewaele, qui a recueilli 445 voix (38,96 %, 3 conseillers municipaux dont 1 communautaire).
Lors de ce scrutin, 25,75 % des électeurs se sont abstenus.
La liste menée par la maire sortante Rose-France Delaire était la seule candidate lors des élections municipales de 2020 dans la Somme, et a donc obtenu la totalité des suffrages exprimés au premier tour, avec 448 voix (19 conseillers municipaux élus dont 6 communautaires. Lors de ce scrutin marqué par la crise de la pandémie de Covid-19 en France, 62,96 % des électeurs se sont abstenus, et 23,16 des votants ont mis un bulletin blanc ou nul dans l'urne.

### Liste des maires
| Période                                  | Période                         | Identité              | Étiquette   | Qualité |
| ---------------------------------------- | ------------------------------- | --------------------- | ----------- | --- |
| Les données manquantes sont à compléter. |                                 |                       |             | |
| avant 1844                               |                                 | Denis Étienne Decrept |             | |
| avant 1857                               |                                 | Ferdinand Beaumont    |             | |
| avant 1858                               |                                 | Charles Mehaye        |             | Conseiller général de Poix-de-Picardie (1833 → 1858) |
|                                          |                                 | Joseph d'Hardiviller  | Républicain | Notaire Conseiller général de Poix-de-Picardie (1876 → 1886) |
|                                          |                                 | Louis Rameau          | Républicain | Notaire Conseiller général de Poix-de-Picardie (1888 → 1919) |
| Les données manquantes sont à compléter. |                                 |                       |             | |
| mars 1965                                | juin 1995                       | Pierre Daniel         | CD puis DVD | Commerçant Conseiller général de Poix-de-Picardie (1970 → 2008) Président du SDIS (1974 → 2008) Chevalier de la Légion d'honneur et de l'Ordre national du mérite            |
| juin 1995                                | mars 2008                       | Jacky Pétigny,        | DVD         | Agent DDE |
| mars 2008                                | mars 2014                       | Romuald Trabouillet   | PS          | Ingénieur |
| mars 2014,                               | En cours (au 13 septembre 2022) | Rose-France Delaire   | PS          | Retraitée de l'enseignement Vice-présidente de la CC du Sud-Ouest Amiénois (2014 → 2016) Vice-présidente de la CC Somme Sud-Ouest (2017 → ) Réélue pour le mandat 2020-2026, |

Le conseil municipal de septembre 2020 a réélu Geneviève Leclerc maire délégué de Lahaye-Saint-Romain.

### Jumelage
- Wolsingham (Royaume-Uni) depuis 2003[41],[42]

## Équipements et services publics

### Enseignement
Les écoles primaires publiques Les Samares et Les Primevères ainsi que l'école maternelle Le petit Bois accueillent les enfants de la commune. Une restauration scolaire facilite la prise en charge des écoliers locaux.
La compétence scolaire est gérée par la communauté de communes Somme Sud-Ouest.
Le collège des Fontaines permet la suite de la scolarité dans la commune. L'établissement public réunit 390 élèves de la sixième à la troisième.

### Équipements culturels
Le cinéma Le Trianon a accueilli 32 190 spectateurs en 2019.
L'ancienne piscine industrialisée "tournesol" est désaffectée depuis 2016, avec la mise en service, à Croixrault, de la piscine intercommunale Aquasoa, en 2017. Son réaménagement en lieu culturel tel qu'une médiathèque ou une salle de spectacle est envisagé en 2021

### Postes et télécommunications
Le bureau de poste du bourg, Ouvert le lundi de 13 h 30 à 17 h 15, du mardi au vendredi de 9 h à 12 heures et de 13 h 30 à 17 h 15, le samedi de 9 h à 12 heures, est rénové en 2022.

### Santé
Poix accueille une maison de retraite médicalisée, ainsi qu'un cabinet de radiologie, et, depuis 2021, un laboratoire de biologie médicale.

### Autres équipements
La salle de la Justice de paix a été transformée en maison des associations.

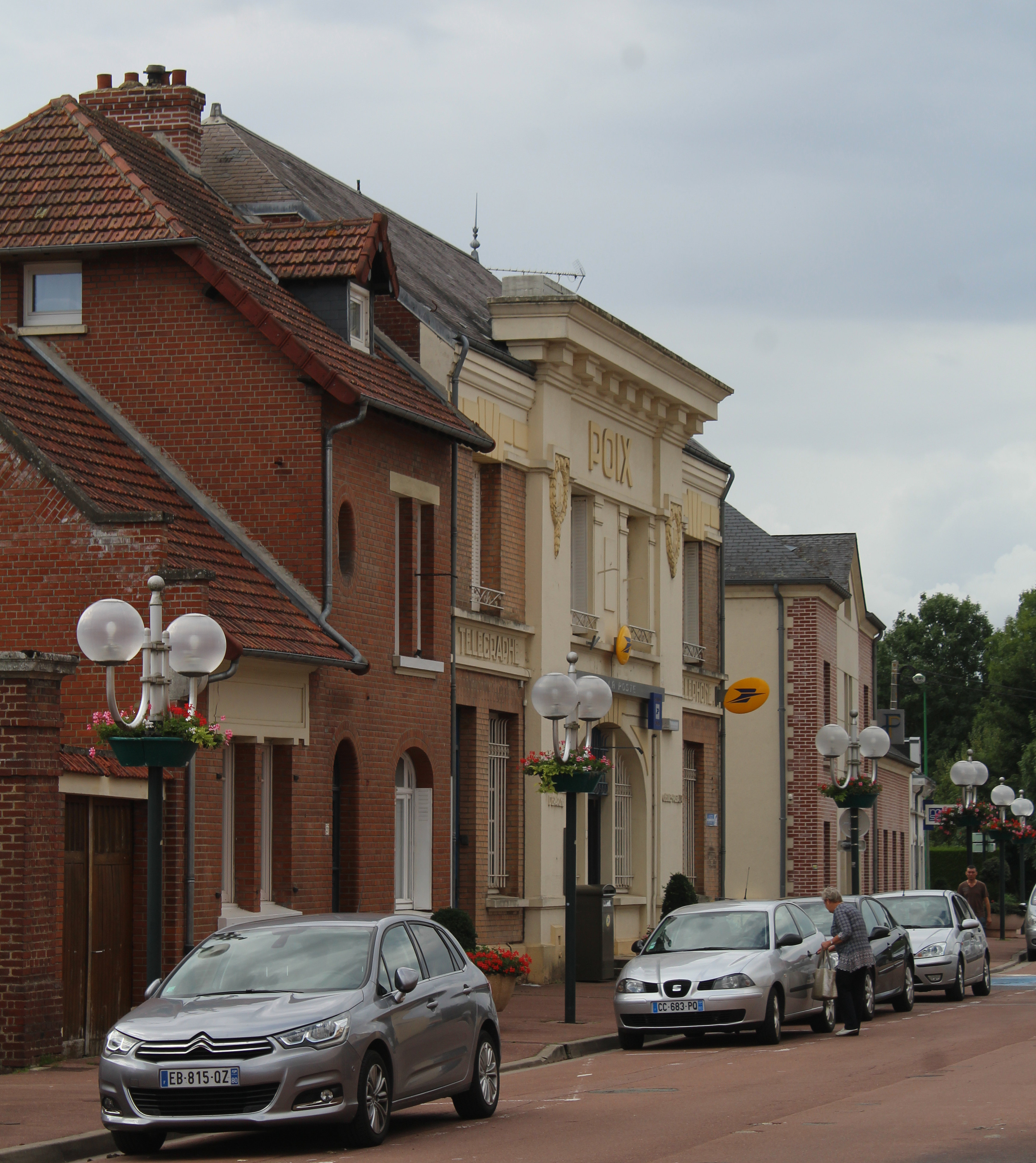
Le bureau de poste.
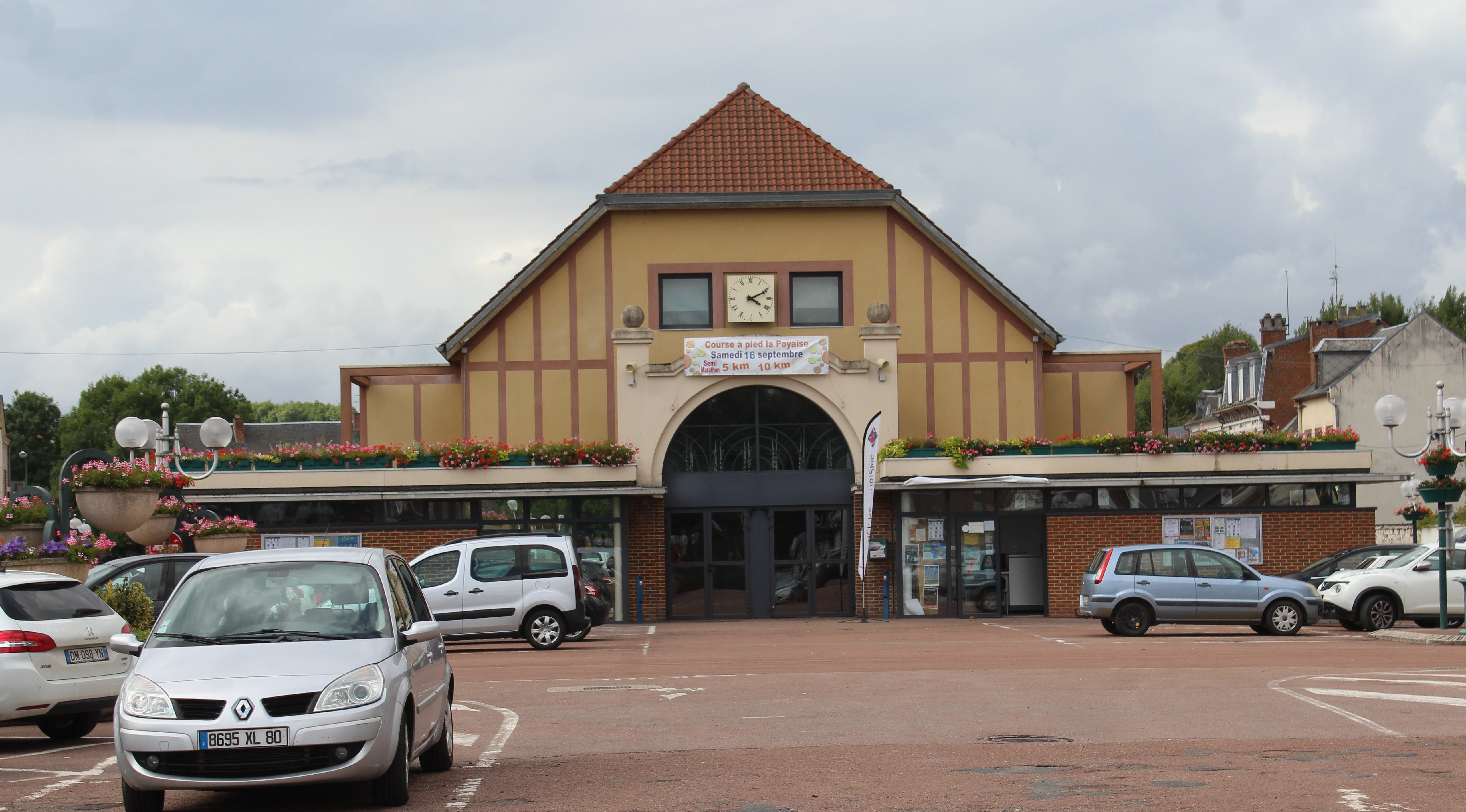
La salle des fêtes.

## Population et société

### Démographie
L'évolution du nombre d'habitants est connue à travers les recensements de la population effectués dans la commune depuis 1793. Pour les communes de moins de 10 000 habitants, une enquête de recensement portant sur toute la population est réalisée tous les cinq ans, les populations de référence des années intermédiaires étant quant à elles estimées par interpolation ou extrapolation. Pour la commune, le premier recensement exhaustif entrant dans le cadre du nouveau dispositif a été réalisé en 2005.

En 2022, la commune comptait 2 293 habitants, en évolution de −4,7 % par rapport à 2016 (Somme : −1,26 %, France hors Mayotte : +2,11 %).
| 1793 | 1800 | 1806 | 1821 | 1831 | 1836  | 1841  | 1846  | 1851  |
| ---- | ---- | ---- | ---- | ---- | ----- | ----- | ----- | ----- |
| 731  | 751  | 781  | 883  | 986  | 1 050 | 1 056 | 1 194 | 1 153 |

| 1856  | 1861  | 1866  | 1872  | 1876  | 1881  | 1886  | 1891  | 1896  |
| ----- | ----- | ----- | ----- | ----- | ----- | ----- | ----- | ----- |
| 1 169 | 1 204 | 1 436 | 1 322 | 1 353 | 1 337 | 1 299 | 1 192 | 1 193 |

| 1901  | 1906  | 1911  | 1921  | 1926  | 1931  | 1936  | 1946  | 1954  |
| ----- | ----- | ----- | ----- | ----- | ----- | ----- | ----- | ----- |
| 1 099 | 1 146 | 1 100 | 1 058 | 1 109 | 1 056 | 1 122 | 1 134 | 1 218 |

| 1962  | 1968  | 1975  | 1982  | 1990  | 1999  | 2005  | 2006  | 2010  |
| ----- | ----- | ----- | ----- | ----- | ----- | ----- | ----- | ----- |
| 1 278 | 1 514 | 2 172 | 2 267 | 2 191 | 2 285 | 2 337 | 2 335 | 2 407 |

| 2015  | 2020  | 2022  | - | - | - | - | - | - |
| ----- | ----- | ----- | - | - | - | - | - | - |
| 2 402 | 2 332 | 2 293 | - | - | - | - | - | - |

### Manifestations culturelles et festivités
- Le Salon des Arts Récup est une animation où sont exposés des objets créés à partir de toutes sortes de matériaux de récupération. La 5e édition a eu lieu en mars 2017[54].

- La Poyaise, course en faveur de la prévention et de la lutte contre le cancer, dont la 7e édition a lieu le 24 septembre 2022[55]

- La Fête de la Pomme : Grande animation autour de la pomme. Dégustations de jus de pomme et de cidre. Démonstrations, expositions, conseils, concours… La 6e édition a eu lieu en novembre 2018[56].
- La foire d'automne[57]

- Le Marché de Noël accueille début décembre des stands artisanaux et gastronomiques ainsi que le Père Noël et des animations organisées pas le comité des fêtes. Sa 25e édition a lieu du 2 au 4 décembre 2022[58].

### Sports et loisirs
Poix accueille la piscine Aquasoa de la Communauté de communes Somme Sud-ouest, mise en service à Croixrault en 2017 et plusieurs clubs sportifs, tels que le club de Poix Triathlon ou le club de tir à l'arc créé en 1997

## Économie
La commune est classée Station Verte.[réf. nécessaire] Elle dispose d'un camping municipal, ouvert du 1er avril au 30 septembre, d'un hôtel et de plusieurs restaurants.
La station de la place du marché n'est pas accessible le dimanche matin, jour de marché.

## Culture locale et patrimoine

### Lieux et monuments
- L'église Saint-Denis (XVIe siècle), classée Monument historique depuis un arrêté du 8 novembre 1910[62].

Commencés en 1538, le chœur et le transept du nouvel édifice sont terminés en 1540. La voûte aux quarante-quatre pendentifs sculptés et peints de plus d'un mètre de saillie est d'une grande légèreté. Le Christ de pitié, visible à gauche de l'entrée latérale (façade Sud), a le bras droit brisé.

L'église Saint-Denis
Montée de l'église.
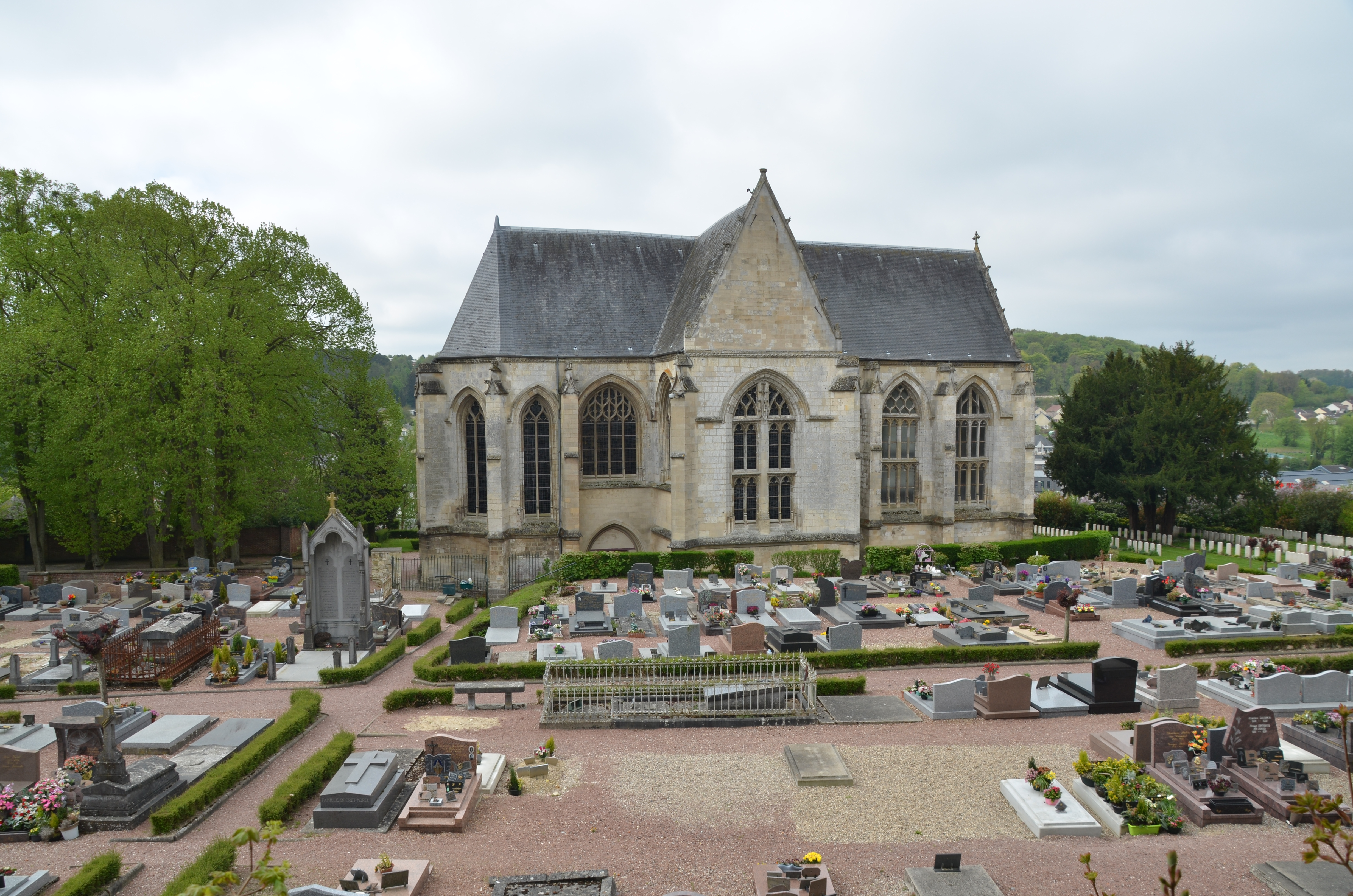
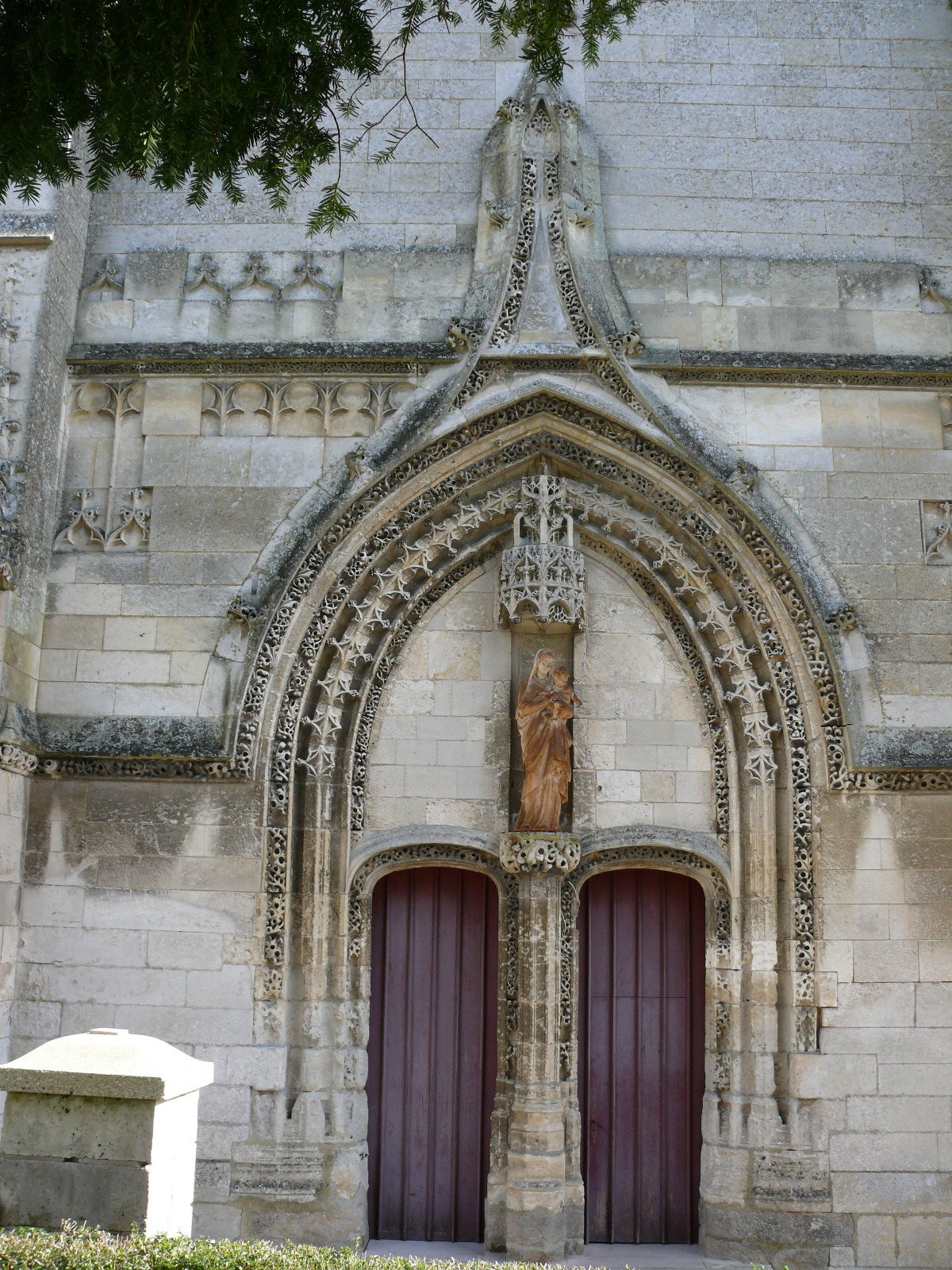
Porche.
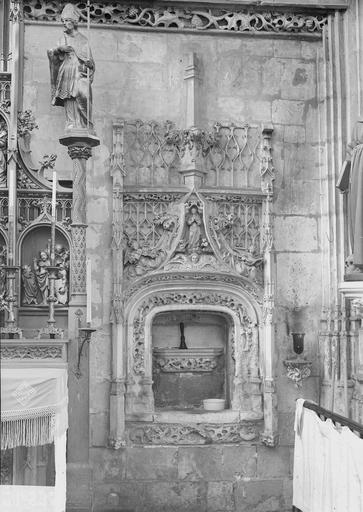
Le porche en 1914
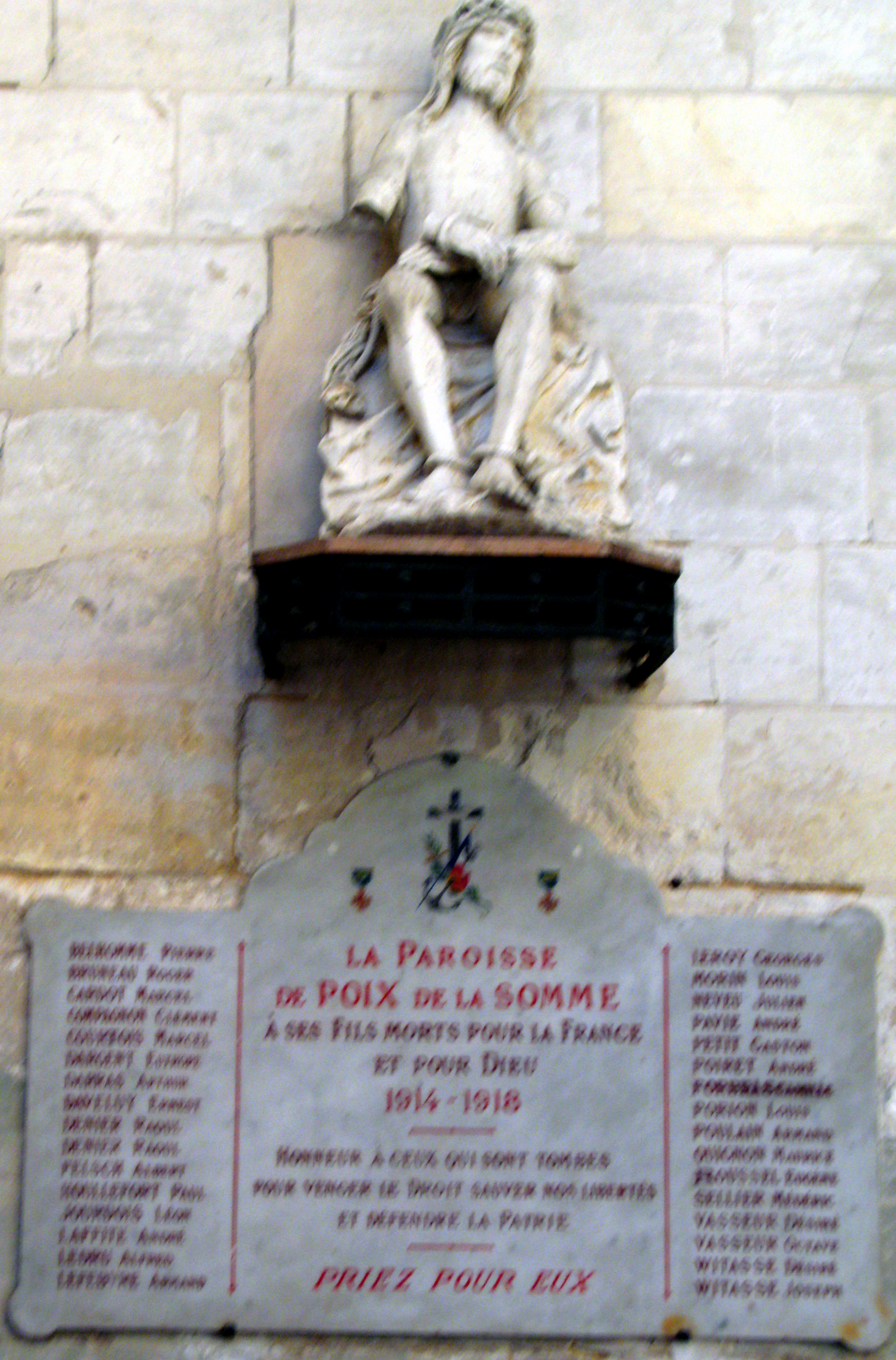
Le Christ de pitié.

- Cimetière militaire britannique

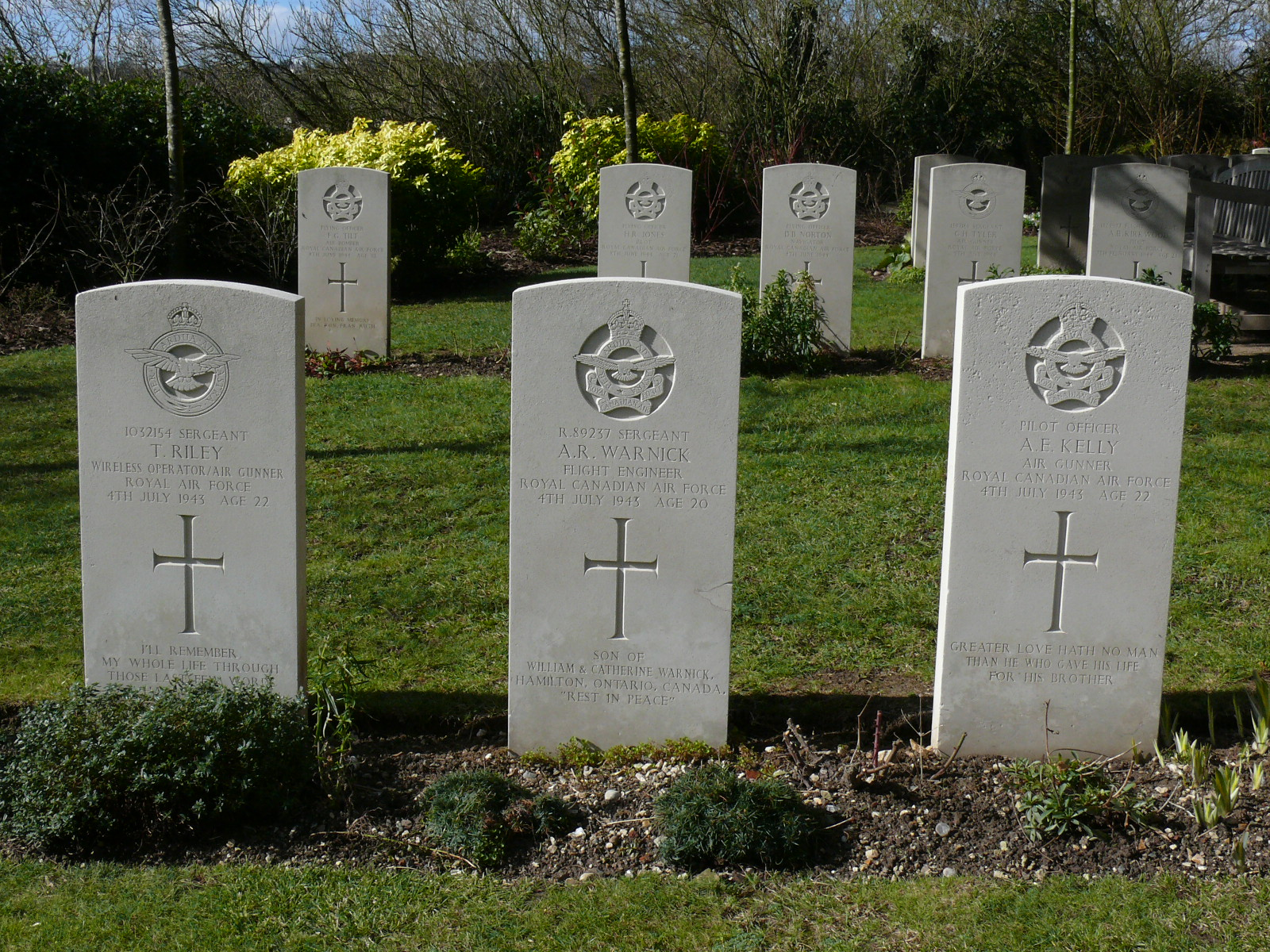
Cimetière allié, à côté de l'église.

Entre l'église et les restes de l'ancien château de Poix, se trouve un cimetière militaire. Il comprend les tombes d'aviateurs du Commonwealth abattus pendant les combats de la Seconde Guerre mondiale.
- La Justice de paix : ce bâtiment emblématique de la ville, construit à la place de l'ancienne gendarmerie en 1881, est un des rares du centre-ville à avoir résisté à l'incendie de 1940 et aux bombardements qui ont endommagé l'église. Il a accueilli le tribunal dénommé justice de paix créé par la Révolution pour résoudre les petits litiges de proximité, jusqu'à la suppression de ces juridictions cantonales en 1958. Depuis lors, le bâtiment, réhabilité en 2017, est utilisé par les associations locales[64].

- On trouve dans la commune de nombreux pignons à couteaux picards :

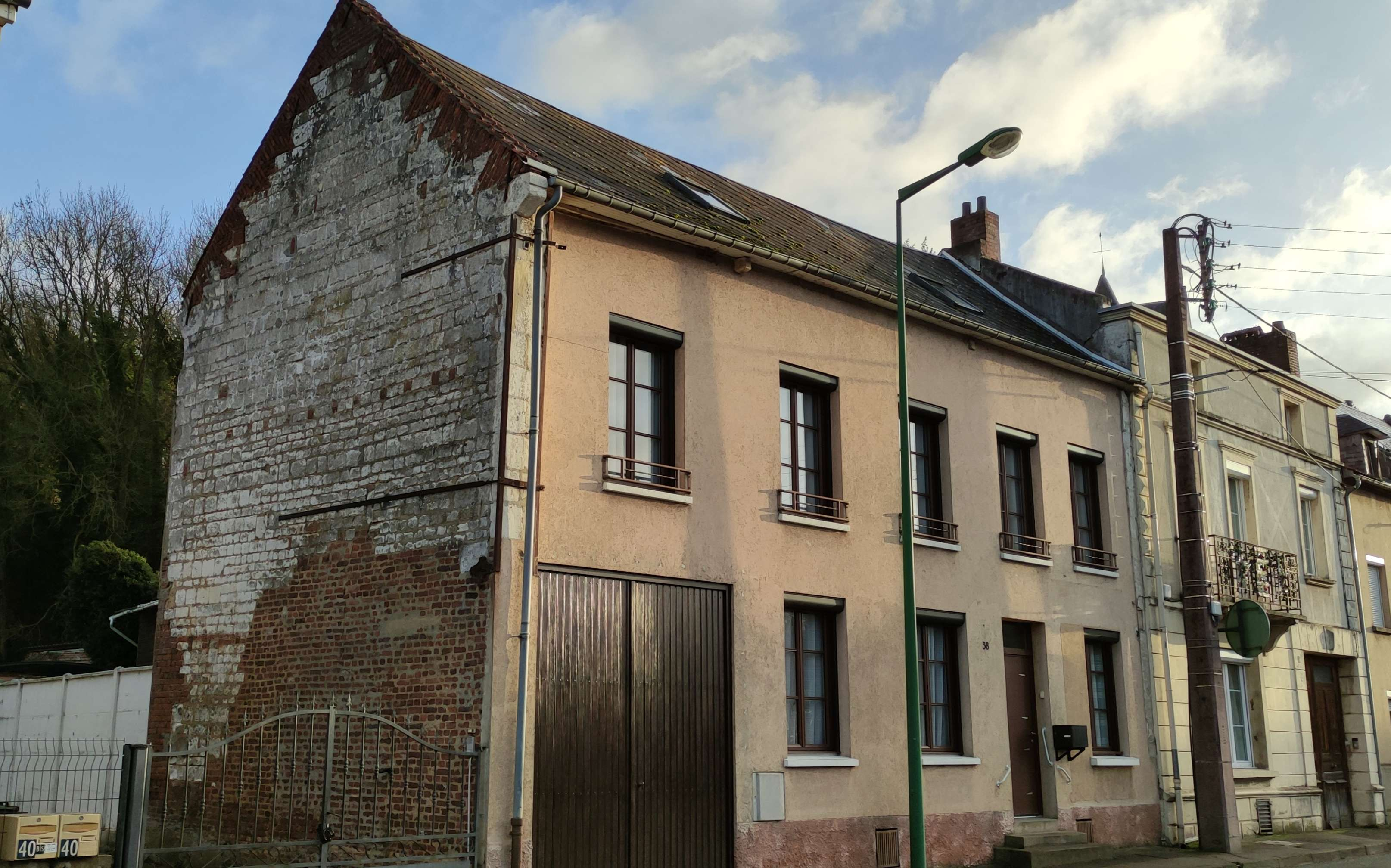
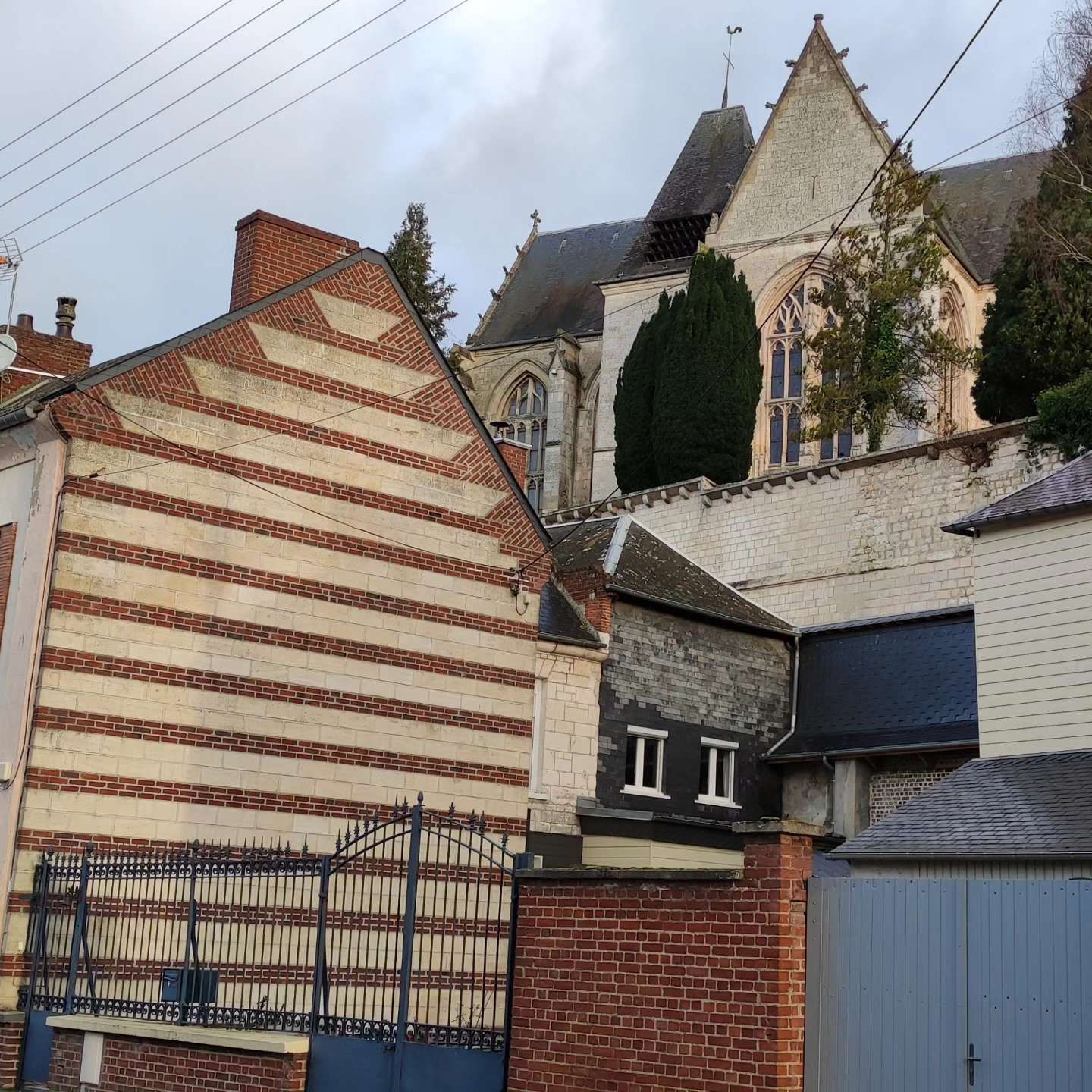
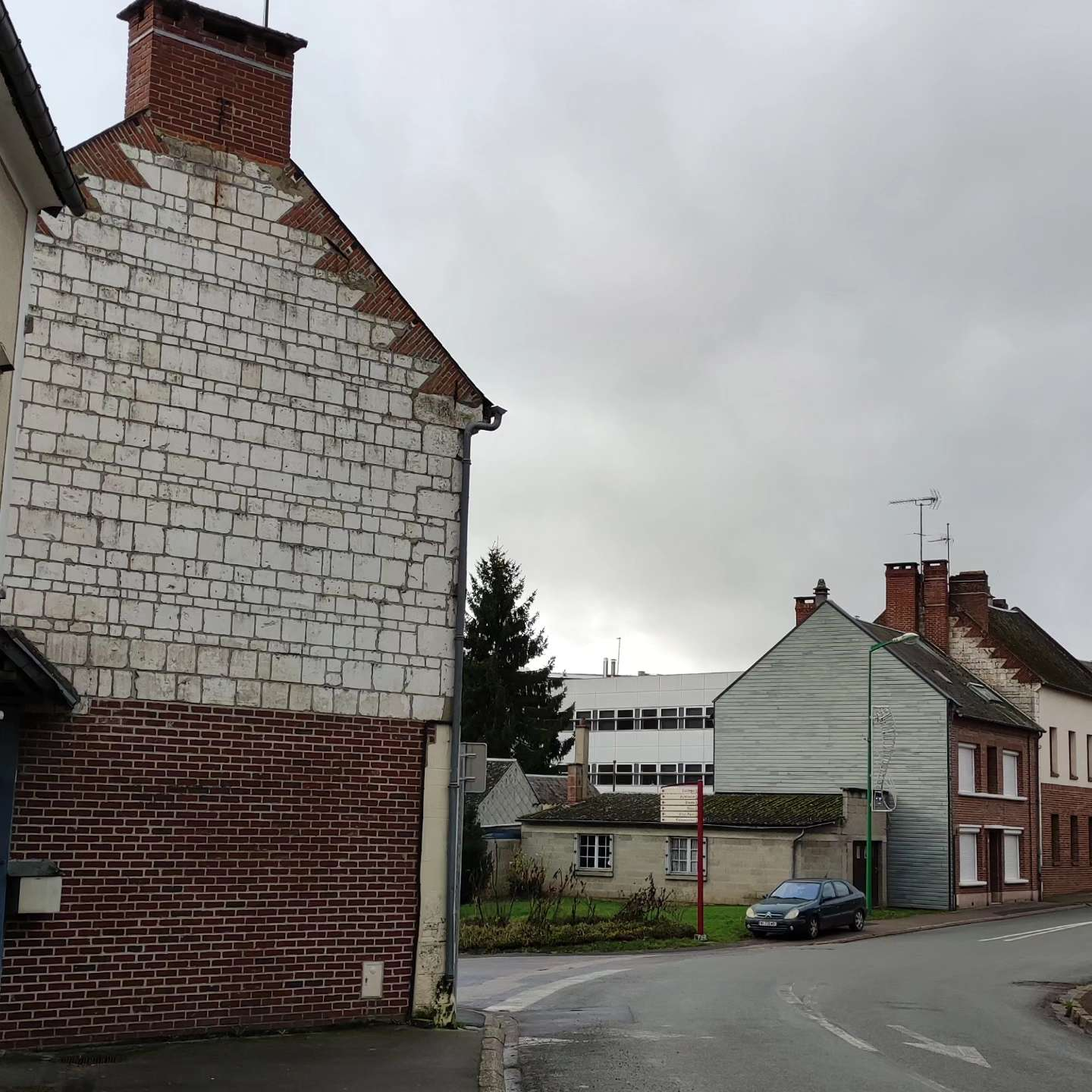
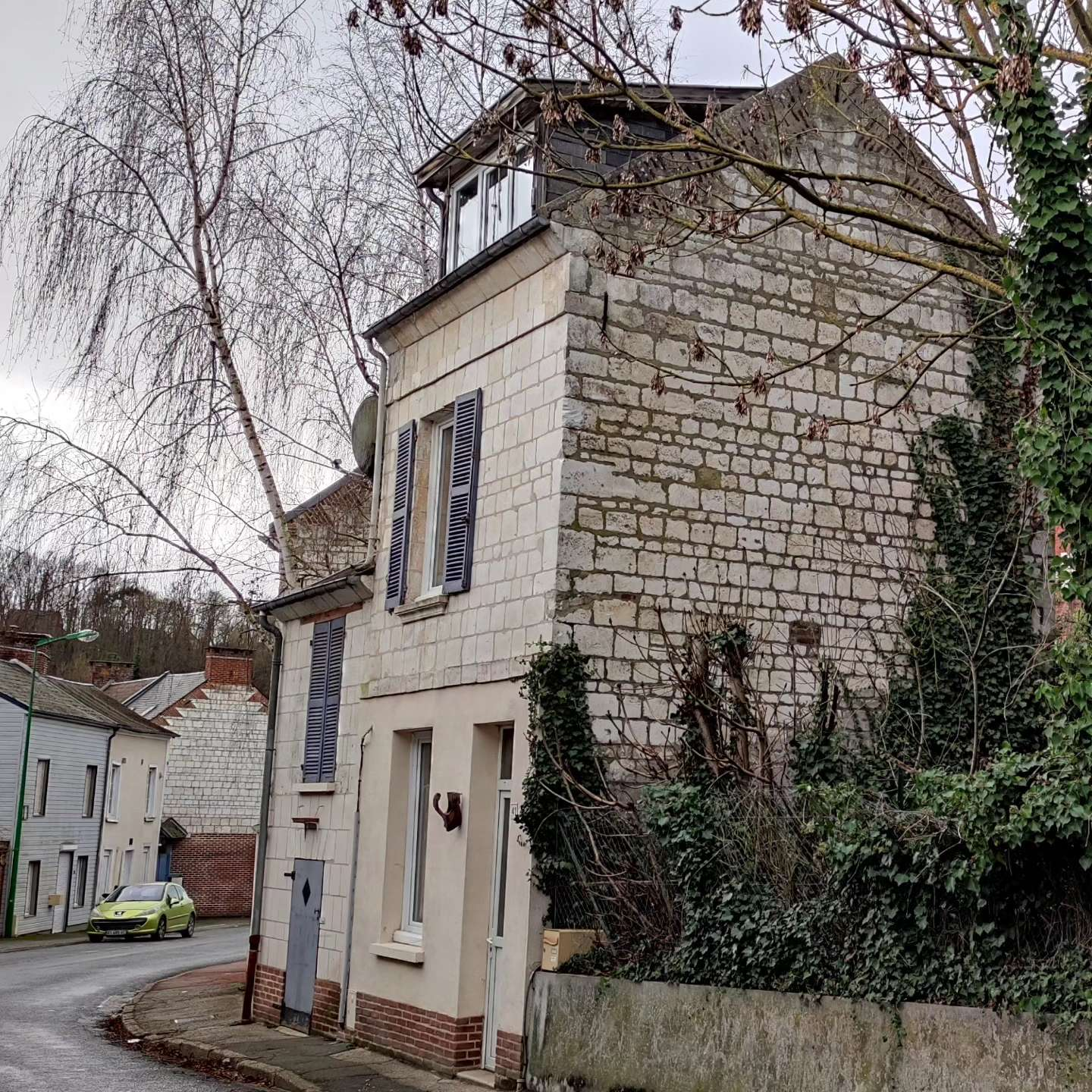

- Le hameau de Saint-Romain, dans la vallée verdoyante des Évoissons, avec son château et son moulin.

Le hameau de Saint-Romain
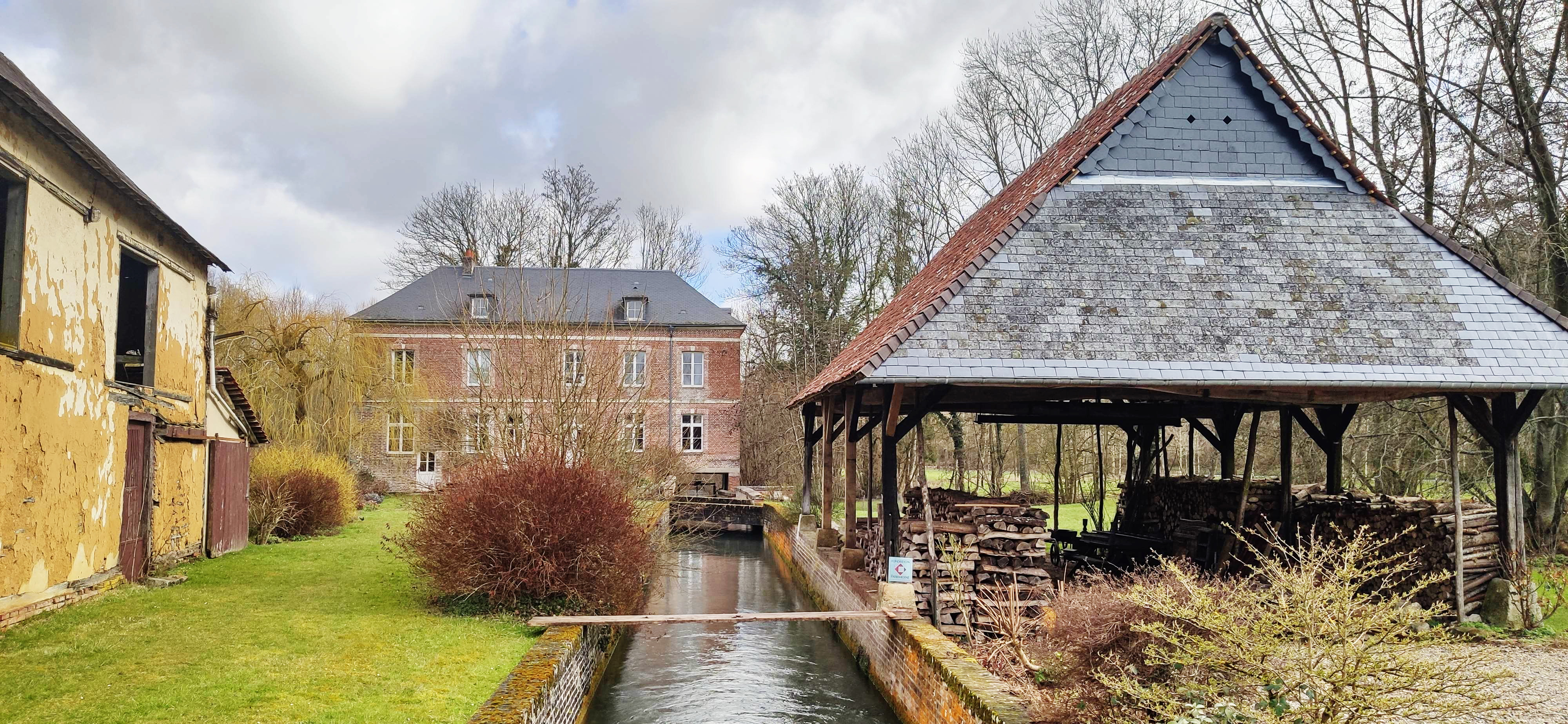
Le moulin et son bief.
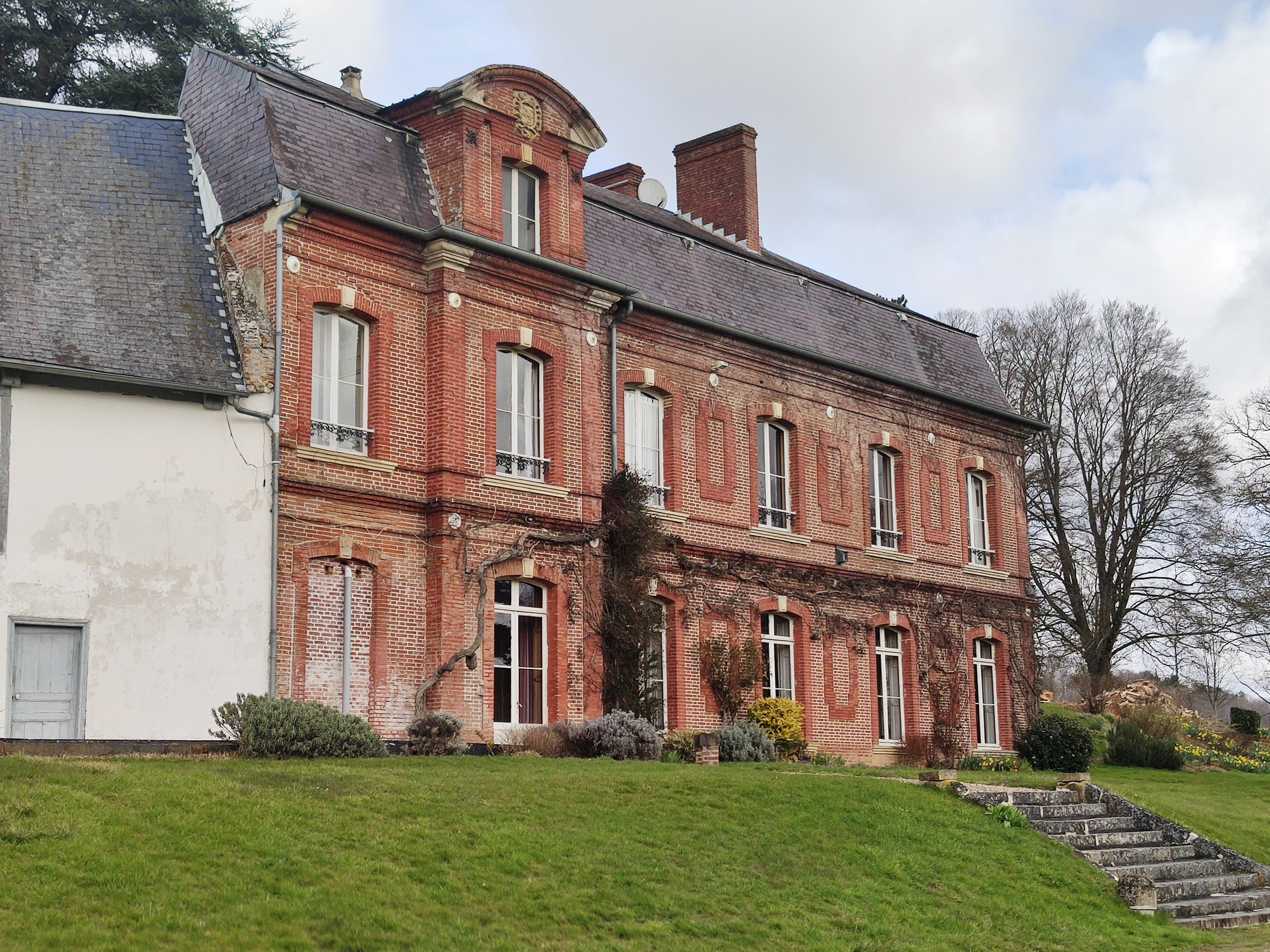
Le château.

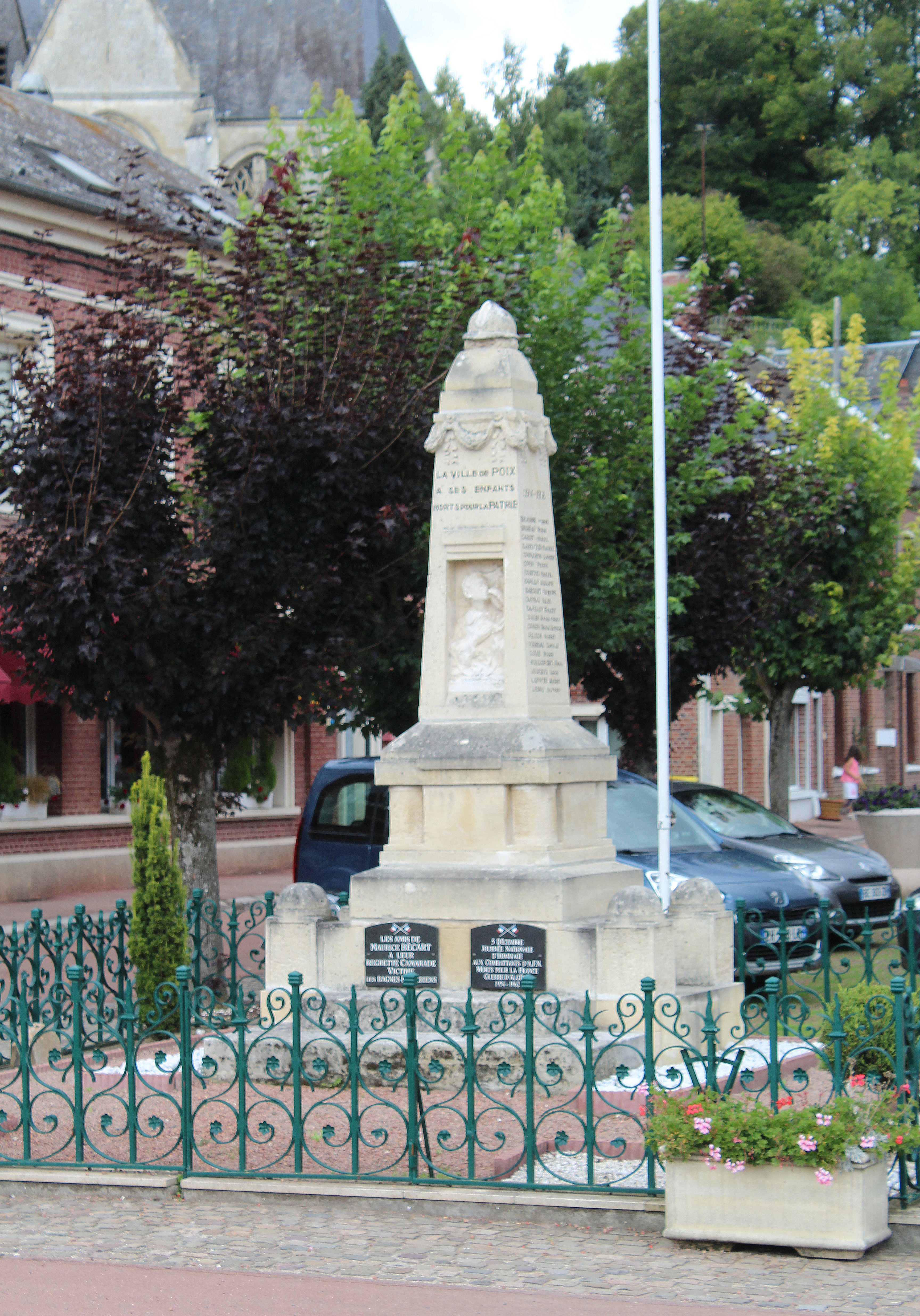
Le monument aux morts.

- Monument aux morts des guerres de 1870-1871, 1914-1918 et 1939-1945, édifié sur les plans de l'architecte amiénois Dupont au début des années 1920 par l'entrepreneur amiénois Grujon. Le relief sculpté ornant le monument est une œuvre de Valentin Molliens[65].
- Le Viaduc de la Faye : cet édifice de briques permet le franchissement de la Vallée de la Fay par la voie ferrée. Construit en 1866, il est détruit partiellement et reconstruit à trois reprises au cours des deux guerres du XXe siècle : en 1914, 1940 et 1944. Il est long de 246 m[66].
- Chapelles de La Haye-Saint-Romain, à La Haye, à Saint-Romain et à Frocourt[67],[68].

- Souterrains de l'ancien château, non accessibles au public, et dont le point le plus profond est à 11,5 m sous le sol. Une partie est occupée par des chauve-souris, dont six espèces ont observées. Certaines sont des espèces protégées[69]

- La commune est située au cœur de huit sentiers de randonnée aménagés, représentant 110 km de promenade. Il s'agit de :
  - le Balcon des Évoissons (13 km) ;
  - les Hauts de Poix (9 km) ;
  - le circuit des Vallées (18 km) ;
  - le circuit de Sainte-Segrée (9 km) ;
  - le circuit des Trois-Vallées (12,5 km) ;
  - le circuit d'Agnières (16 km) ;
  - le circuit des Sept Messes (15 km) ;
  - la promenade le long des Bois (5 km)[70],[71].

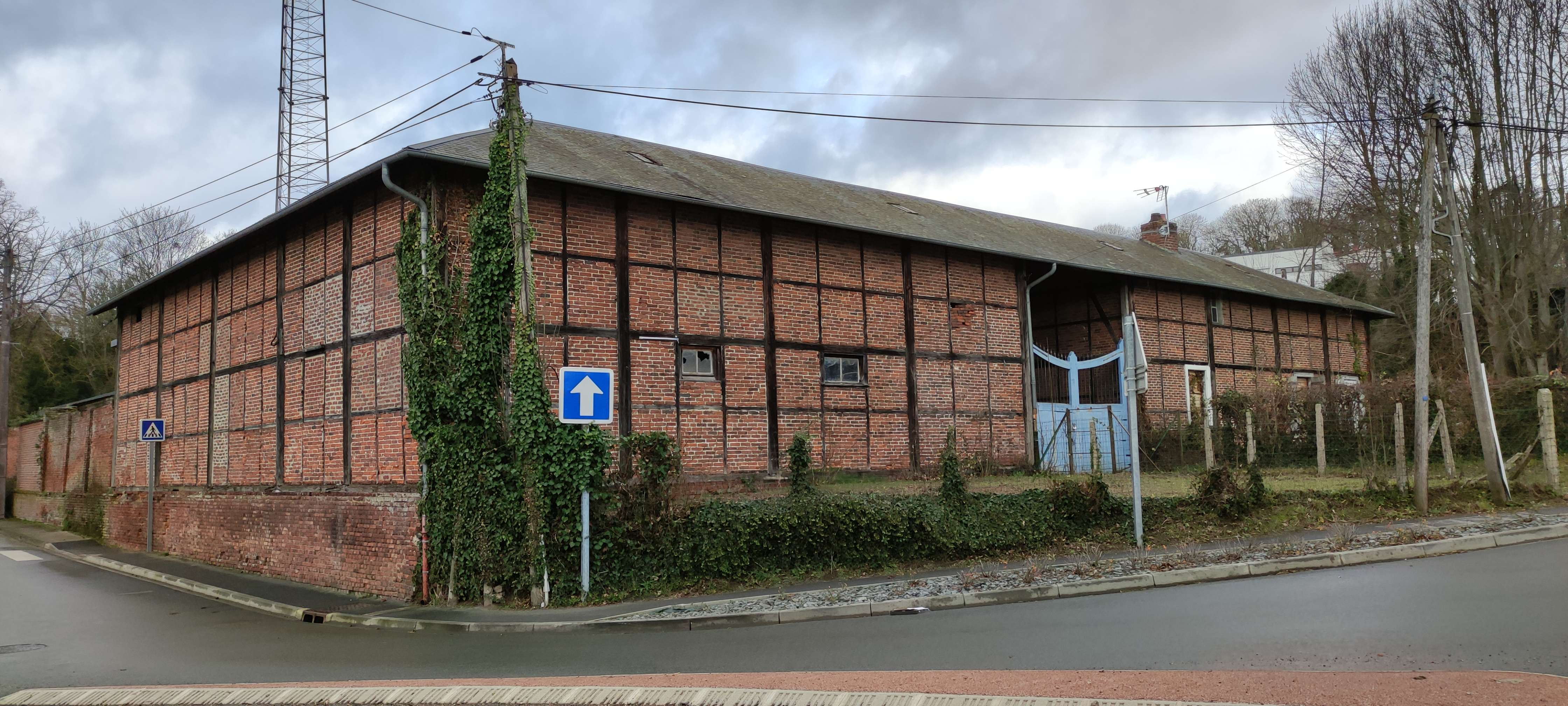
Ferme picarde

### Personnalités liées à la commune
- Famille Tyrel.
- Gautier Ier Tirel, sire de Poix.
- Antoine de Créquy, évêque d'Amiens de 1562 à 1574, prince de Poix.
- Philippe Louis de Noailles, prince de Poix, député de la noblesse du bailliage d'Amiens aux états-généraux de 1789.
- Jean-Baptiste Grégoire Barbier (1776-1855), médecin et pharmacien érudit né à Poix. Son livre Principes généraux de pharmacologie fut publié en 1805[72].
- L'écrivain Georges Duhamel, alors aide-major de seconde classe à l'ambulance 9 du 3e corps d'armée français, a séjourné à la villa des Fauvettes, rue d'Aumale, du 9 au 15 août 1916, pendant une période de repos durant la bataille de la Somme[73].
- Capitaine Maurice Fay, mort pour la France le 18 mai 1918 lors d'une mission photographique aérienne. Il est enterré dans le cimetière de la ville. Chaque 11 novembre, depuis 1921, un prix en son honneur est décerné à un écolier méritant de CM2 et habitant de la commune. Depuis 2014, le prix peut aussi être attribué à de jeunes écolières.

### Poix-de-Picardie dans les arts et la culture
Les armes de la ville sont notamment visibles dans le film Le Cerveau de Gérard Oury, dont les scènes ferroviaires ont été filmées sur les lignes SNCF de la commune.

### Héraldique
| Blason de Poix-de-Picardie | Blason  | D'azur à la tour d'or, maçonnée et ouverte de sable, accostée de deux croisettes recroisetées au pied fiché d'or. Devise "Et semper manet" (elle reste toujours) |
| Blason de Poix-de-Picardie | Détails | Le statut officiel du blason reste à déterminer. |

## Pour approfondir